# Émile Gallé
Pour les articles homonymes, voir Gallé.
Ne pas confondre avec le militaire Émile Galet.
Émile Gallé né à Nancy le 4 mai 1846 et mort dans la même ville le 23 septembre 1904 est un industriel, maître verrier, ébéniste et céramiste français.
Il est le fondateur et premier président de l’École de Nancy en 1901.
Enfant de l'art et du commerce, il est l'une des figures les plus marquantes des arts appliqués de son époque et l'un des pionniers de l'Art nouveau. C'est également un précurseur en matière de génétique et d'évolution concernant le monde végétal, ses travaux méconnus du grand public sont pourtant d'une grande pertinence puisqu'ils précèdent ceux de Gregor Mendel et en annoncent les grandes lignes. À la porte de son atelier de Nancy, on pouvait lire cette devise : « Ma racine est au fond des bois. » La citation complète est la suivante : « Nos racines sont au fond des bois, parmi les mousses, autour des sources. »

## Biographie

### Jeunesse et apprentissage

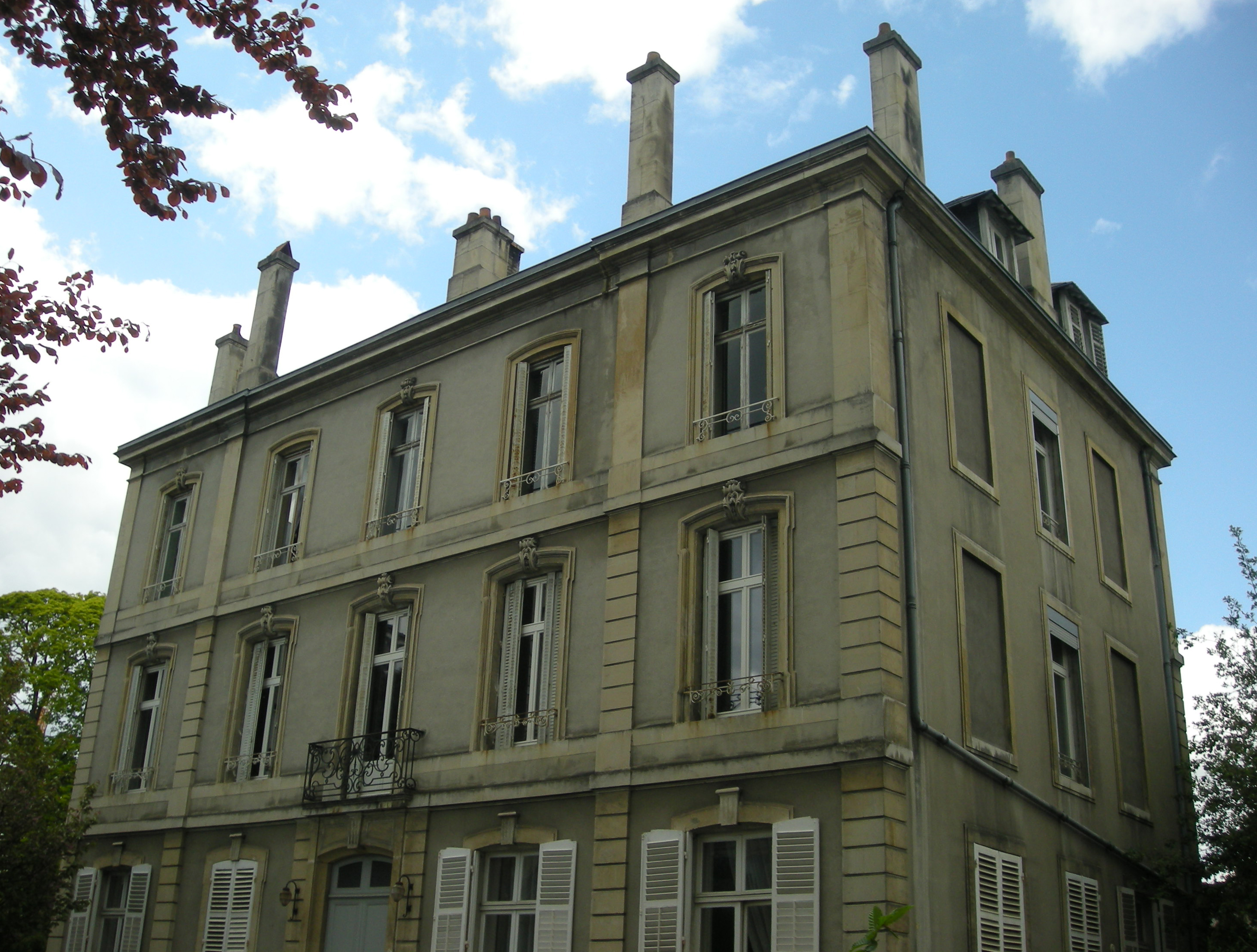
Maison construite pour Charles Gallé vers 1871 au 2, avenue de la Garenne à Nancy.

Son père, Charles Gallé, est déjà d'une envergure peu commune. Peintre, il maîtrise l'art délicat de l'émail mais, après son mariage avec Fanny Reinemer issue d'une famille de négociants en faïences et cristal, il lance l'entreprise familiale dans une production propre et y rencontre le succès. 
Émile Gallé nait le 4 mai 1846 à Nancy. Il entre en octobre 1858 au lycée Henri-Poincaré pour des études secondaires couronnées du baccalauréat. En 1865, il part apprendre l'allemand à Weimar et y poursuit des études de minéralogie. C'est ensuite l'apprentissage des métiers du verre à Meisenthal et de la céramique à la Faïencerie de Saint-Clément. En 1867, il rejoint la direction de la verrerie familiale et représente son père à l'Exposition universelle. Il effectue en 1871 un séjour à Londres, ce qui lui permet d'apprendre l'anglais. Son approche n'est pas simplement théorique et Émile ne craint pas de s'initier au soufflage. Il adjoint à cela de bonnes connaissances en ébénisterie et surtout la passion familiale pour les sciences naturelles et plus particulièrement pour les plantes qui l'amène au dessin. Il fut notamment à Nancy l'élève de Dominique-Alexandre Godron, naturaliste et médecin.
En 1870, il est de retour à Saint-Clément où, avec Victor Prouvé, il compose un service de vaisselles rustiques avant de s'engager volontairement en tant que soldat dans la guerre franco-allemande. Il est à Londres, en 1871, où il travaille au musée de Kensington et aux jardins botaniques royaux de Kew.
Il s'installe à Paris pour étudier l'art des cristaux anciens, les émaux de masse des lampes arabes de Philippe-Joseph Brocard, ou l'art japonisant d'Eugène Rousseau.

### Carrière artistique

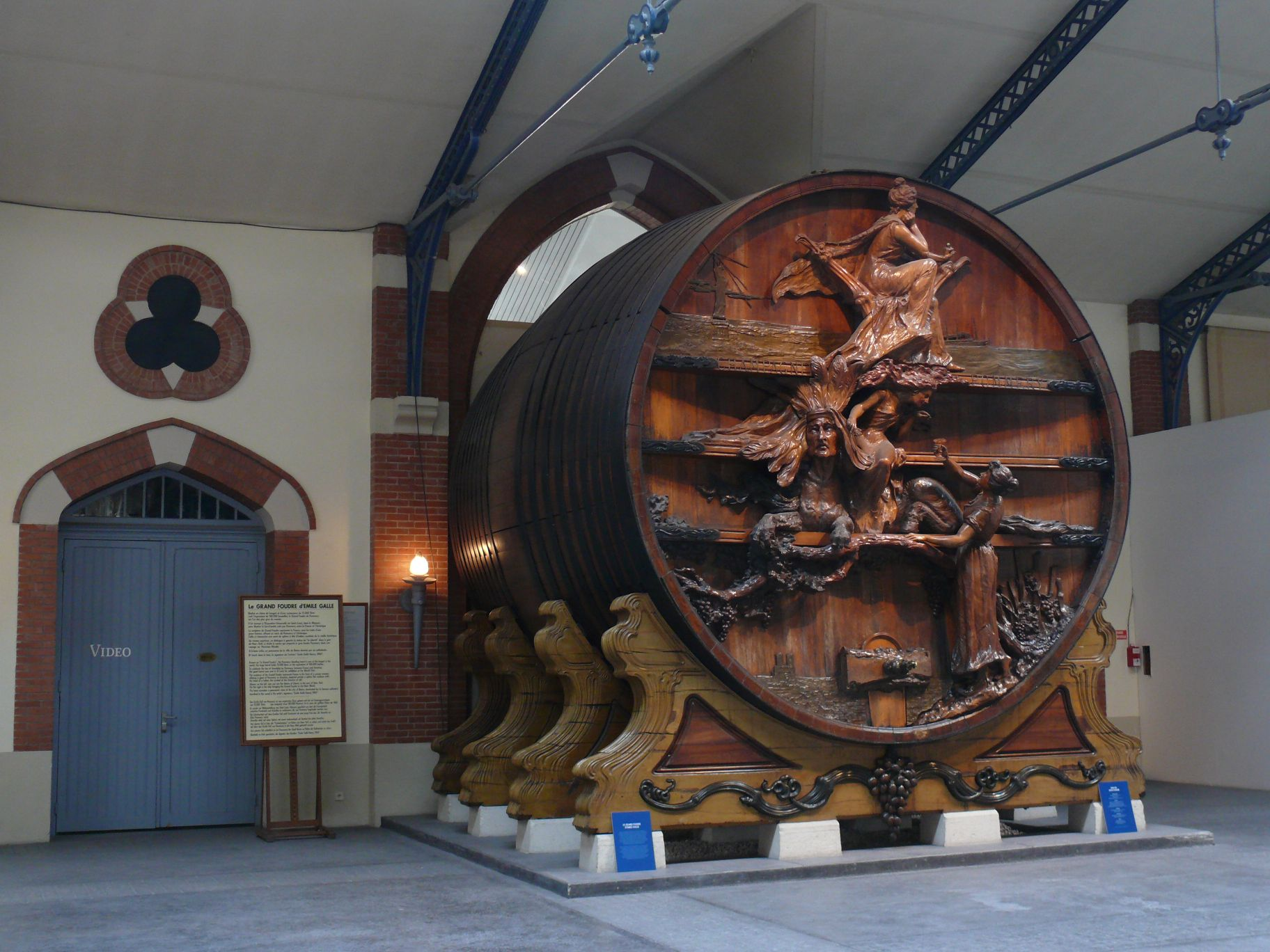
Le Grand Foudre, domaine Pommery à Reims.

Il retourne à Nancy, ayant de nouvelles voies d'exploration de la technique du verre et il s'emploie à imiter la nature avec des stries, des nœuds, des éclats, des reflets, des ombres, des marbrures. Il épouse Henriette Grimm en 1875. Puis, en 1877, il reprend les activités développées par son père et s'installe rue de La Garenne, à Nancy. Il développe l'affaire grâce à son travail acharné.

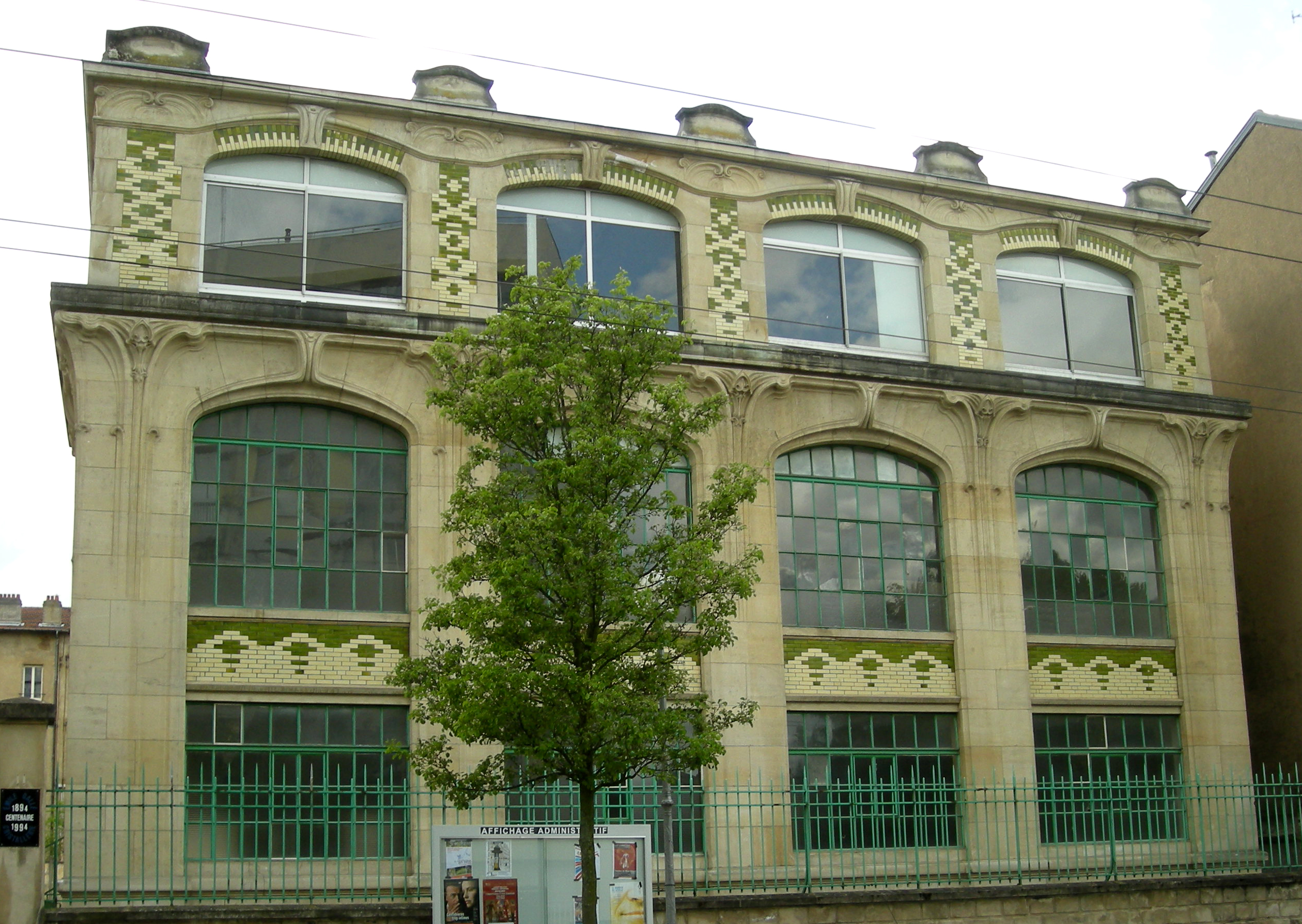
La cristallerie créée à Nancy en 1894, située au 86, boulevard Jean-Jaurès, qui deviendra par la suite l'École spéciale de radioélectricité.

Il participe à l'Exposition universelle de 1878. Sa renommée s'étend au monde entier et il obtient quatre médailles d'or.
En 1883, il construit de vastes ateliers de faïencerie, de verrerie et d'ébénisterie et s'y réserve une pièce au centre, où il élabore ses projets. De nombreux artistes et artisans commencent à travailler pour lui. Il va ouvrir plusieurs comptoirs et va régulièrement exposer ses propres œuvres.
Il expose à Paris, en 1884 ; La Pierre, le Bois, la Terre, le Verre obtient une médaille d'or. Il expose de nouveau dans la même ville en 1885. De 1884 à 1889, il exprime ses idées dans son livre Écrits pour l'art. Dans l'esprit du temps, Gallé célèbre dans son art les provinces perdues de l'Alsace et de la Moselle. Pour l'Exposition universelle de 1889, Gallé développe, à travers ses décors symboliques, le thème du patriotisme.
En 1889, il reçoit le grand prix de l'Exposition universelle et il est promu officier de la Légion d'honneur. Vers cette époque, environ 300 artistes et artisans travaillent pour lui. Il interdit à ses collaborateurs de reproduire une fleur sans en avoir le modèle sous les yeux.
En 1892, il offre, avec les frères Daum, des objets d'art au président Sadi-Carnot pour commémorer la défaite de 1871 et la perte de l'Alsace-Lorraine.
Il participe à l'Exposition universelle de 1893 de Chicago. L'année suivante, il ouvre sa cristallerie et participe à l'exposition d'art décoratif lorrain à Nancy.
Il prend part à l'exposition de Munich, en 1897, où il reçoit une médaille d'or, puis il expose à Francfort, et à Londres.

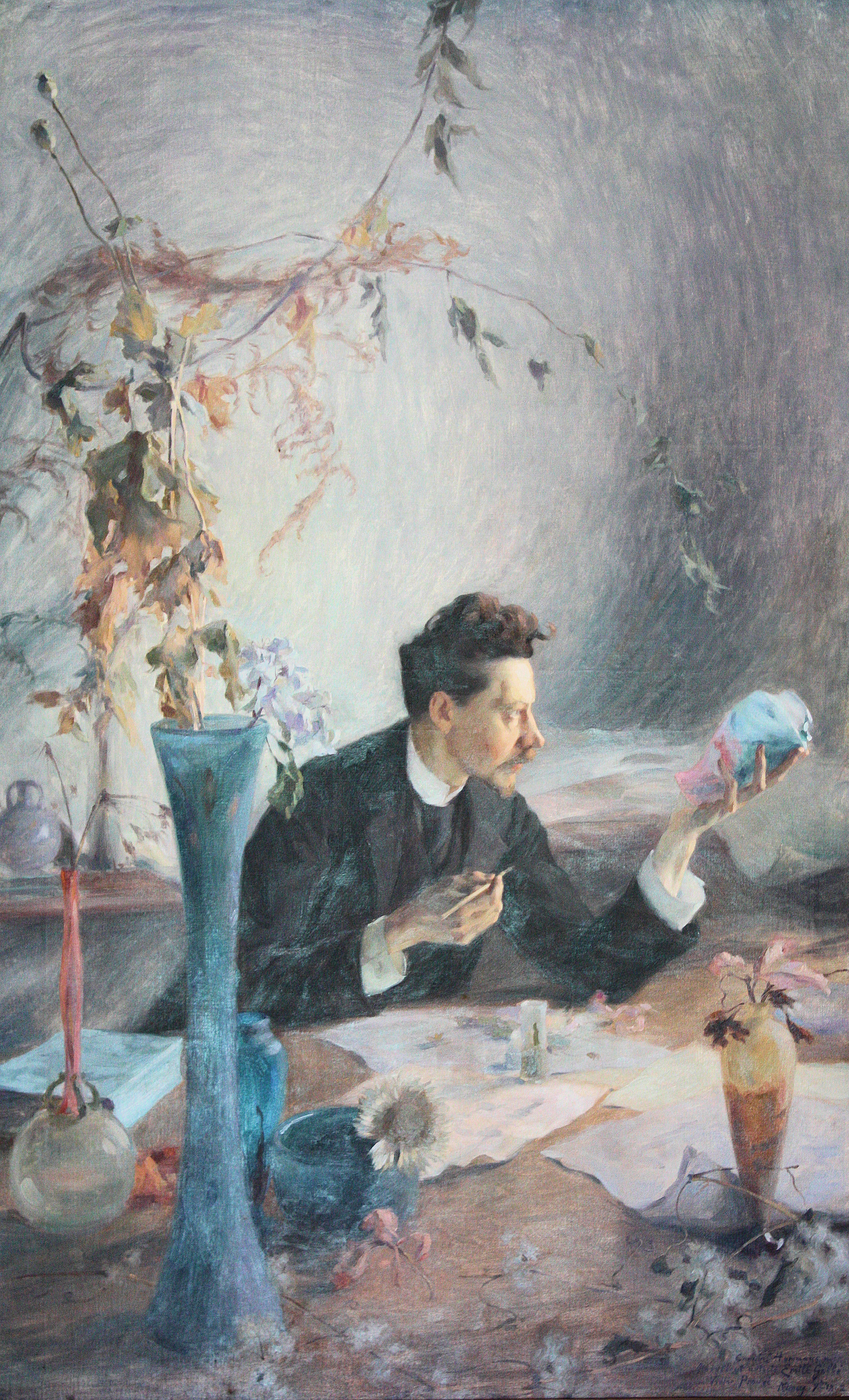
Émile Gallé dans son atelier, Victor Prouvé, c. 1900, Musée de l'École de Nancy.

En 1900 a lieu le couronnement de sa carrière : deux grands prix, une médaille d'or. La même année, Rose Wild, sa collaboratrice, obtient une médaille de bronze à l'Exposition universelle. Il est élevé au grade de commandeur de la Légion d'honneur et, le 19 mai, il est admis à l'Académie de Stanislas de Nancy. Il y effectue un discours de réception sur le décor symboliste.
Il participe à l'exposition de Dresde, en 1901 et, la même année, il crée l'École de Nancy avec Victor Prouvé, Louis Majorelle, Antonin Daum et Eugène Vallin, alliance dont il est le président.
En 1902, il participe à l'Exposition des arts décoratifs de Turin. Couvert d'honneurs et de gloire, il devient membre de la Société nationale des beaux-arts de Paris et de plusieurs sociétés savantes. Il dessine à la demande d'Henri Gallice, alors directeur de la maison de champagne Perrier-Jouët, une bouteille ornée d'anémones blanches évoquant le cépage chardonnay.
Il expose, en 1903, au pavillon de Marsan, à Paris, le vase Érable sycomore cosigné par Rose Wild. En 1904, il réalise le Grand Foudre pour l'Exposition universelle de Saint-Louis (Missouri). La fabrication du foudre proprement dite est due à la maison Fruhinsholz. Émile Gallé en a réalisé la façade sur commande.

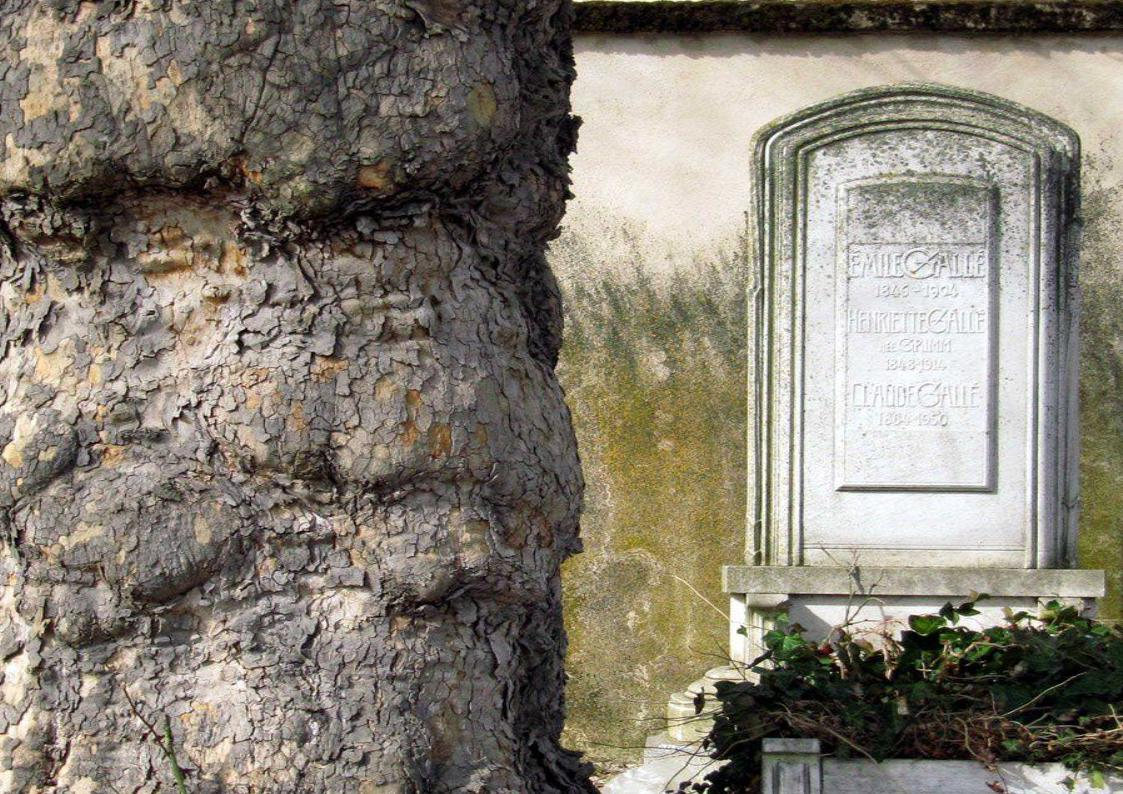
Tombe d'Emile Gallé.

Le 23 septembre 1904, Émile Gallé meurt des suites d'une maladie dont les premiers signes sont apparus lors de l'Exposition universelle de 1900. Si les médecins de l'époque y voyaient un surmenage, une neurasthénie, une pathologie pulmonaire, une anémie pernicieuse ou une leucémie, et que des historiens plus modernes y aient pu voir un empoisonnement du sang lié aux métaux lourds (plomb, fluor, arsenic, cadmium, manganèse, uranium) utilisés lors de la fabrication du verre, une thèse de médecine de 2002 écarte ces hypothèses (sauf l'anémie pernicieuse) et en propose deux autres, l'anémie sidéroblastique idiopathique acquise et le lymphome non Hodgkinien, en soulignant l'impossibilité de poser en diagnostic définitif,. Il repose à Nancy au cimetière de Préville.

### Engagement politique

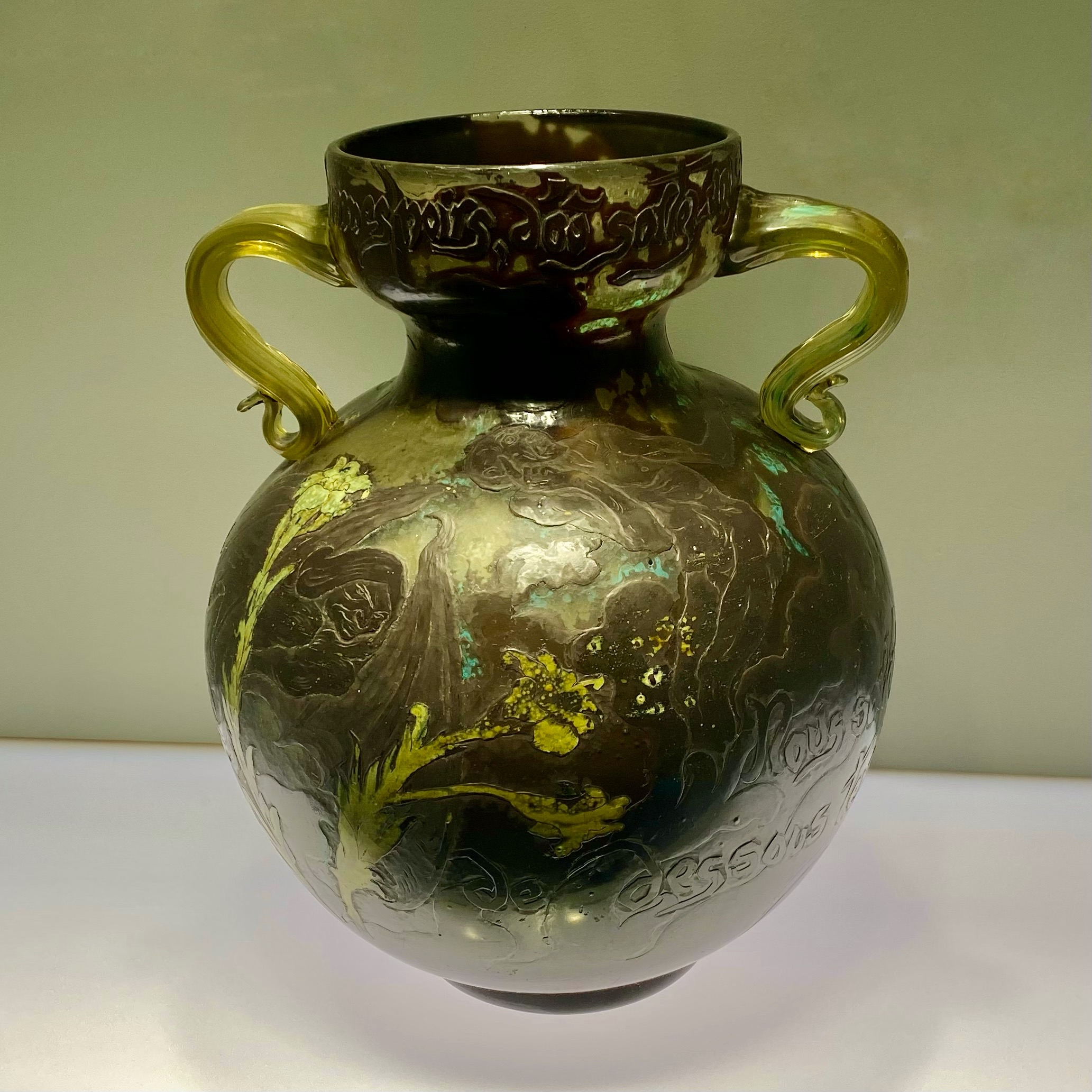
Vase Hommes noirs (1900), réalisé en collaboration avec Victor Prouvé. Présenté à l'Exposition universelle 1900, il porte l'inscription Hommes noirs d'où sortez-vous ? / Nous sortons de dessous terre, qui est une dénonciation des juges et militaires ayant fait condamner Alfred Dreyfus.

Pour ses contemporains Gaston Varenne et Roger Marx, Émile Gallé conçoit son rôle d'artiste comme en lien avec le monde, capable à la fois d'en ressentir les souffrances et de le guider vers un futur meilleur,. Le beau ne doit pas être qu'une jouissance esthétique, mais contribuer à une exigence morale. Cela s'incarne par ses nombreuses prises de position et engagements politiques.
Un an après la création de la Ligue française pour les droits de l'homme, il en fonde en octobre 1898 la section nancéienne aux côtés de Charles Keller et d'Hippolyte Bernheim. Radical-socialiste, il participe à la fondation du journal L'Étoile de l'Est et est élu président d'honneur de la Fédération républicaine de Meurthe-et-Moselle en octobre 1901. Il défend les Juifs de Roumanie et en particulier l'action de Bernard Lazare, ainsi que les Irlandais dans leur révolte face aux Britanniques et le mouvement de libération nationale arménien. Il prend aussi position contre les villages de liberté de l'Armée française en Afrique de l'Ouest.
Émile Gallé prend à de nombreuses reprises parti pour soutenir l'innocence d'Alfred Dreyfus, notamment par des tribunes dans la presse, le 24 janvier 1898 dans Le Progrès de l'Est, en décembre de la même année dans Le Républicain Lorrain. Cette prise de position lui vaut un effondrement de ses ventes et une forte impopularité à Nancy, lui et son épouse voyant dorénavant les passants changer de trottoir lorsqu'ils les croisent. Cette impopularité durera jusqu'après sa mort, au point que Le Républicain Lorrain ne peut s'empêcher de critiquer les positions politiques de l'artiste dans ses articles nécrologiques. Le 9 septembre 1899, jour du jugement, il prononce un discours solennel devant ses ouvriers et ferme l'usine.
Il est aussi l'un des pionniers de l'écologie et participe à la création d'une association pour la protection des plantes sauvages à Nancy.

### Botanique

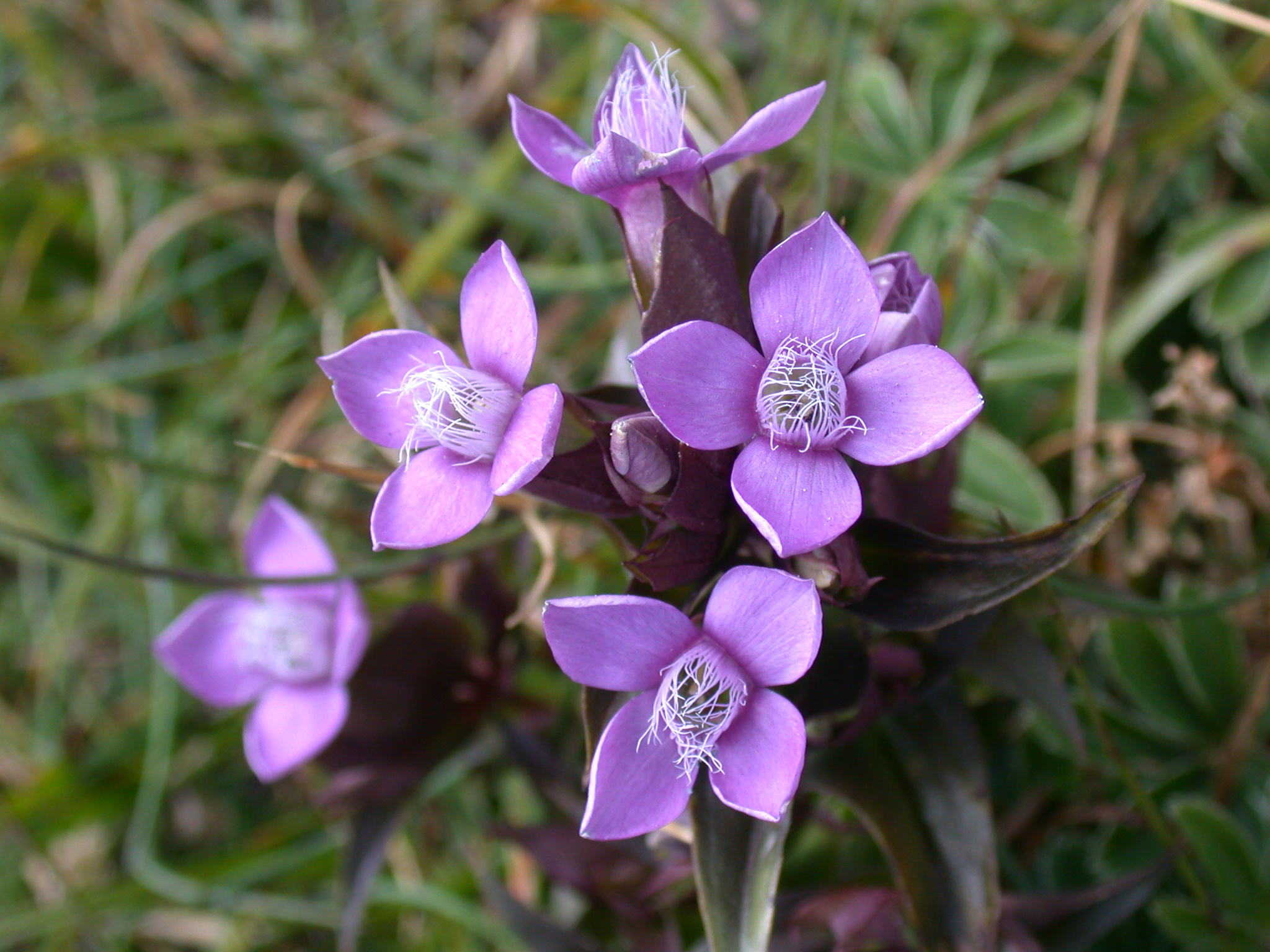
Gentiane des champs, plante dont Gallé a étudié les mutations et leur rôle dans l'évolution des espèces.

Émile Gallé s'intéresse à la botanique : il apprend notamment à lire dans Fleurs animées de Grandville et est formé par Charles-François Guibal, à l'âge de 14 ans, à former des herbiers en récoltant des plantes dans les coteaux et bois autour de Nancy, en forêt de Haye, mais aussi dans les Vosges, l'Alsace et même les Alpes françaises et suisses. S'il ne poursuit pas stricto sensu une carrière scientifique en raison de faiblesses en mathématiques, Émile Gallé se passionne pour la botanique, suivant les enseignements de Godron et fondant en 1877 la société centrale d'horticulture de Nancy. Il est sollicité par le maire de Nancy pour faire partie du comité de surveillance du jardin botanique et se constitue une collection personnelle de près de 3 000 espèces. Il correspond avec de nombreux botanistes de son époque, français, mais aussi belges, suisses, luxembourgeois, allemands et américains, parmi lesquels Louis Pasteur, et publie divers articles scientifiques sur la variabilité des végétaux, notamment les mutations de la gentiane des champs et l'évolution des orchidées. En 1883, il participe à la troisième édition de l'Atlas de la Flore lorraine et participe à la découverte de présence, sur le territoire lorrain, de laîche blanche, de narcisse des poètes et de spilanthes autumnalis. Il organise la première exposition de géographie botanique et est membre d'honneur de l'exposition de 1890 sur ce thème. En 1900, lors de l'Exposition universelle, il donne une présentation au congrès international de botanique de Paris sur les orchidées de Lorraine, en particulier Loroglossum hircinumm Reich.
Il cultive de nombreuses plantes dans son jardin du 2, avenue de la Garenne à Nancy, tels qu'Akebia quinata Decne., Primula cortusoides L, Abies douglasii, Zygopelatum mackayi ou Cypripedium chantini.

### Vie privée
Gallé a eu quatre filles :
- Thérèse (1878-1966), épousa Lucien Bourgogne en 1902.
- Lucile (1879-1981), épousa Paul Perdrizet en 1906.
- Claude (1884-1950).
- Geneviève (1885-1966), épousa Robert Chevalier en 1910.

## Œuvres

### Les travaux céramiques
Émile Gallé rejoint son père dans son travail pour la Faïencerie de Saint-Clément vers 1868. Il y développera notamment des céramiques s'inspirant des styles Louis XV et Louis XVI.

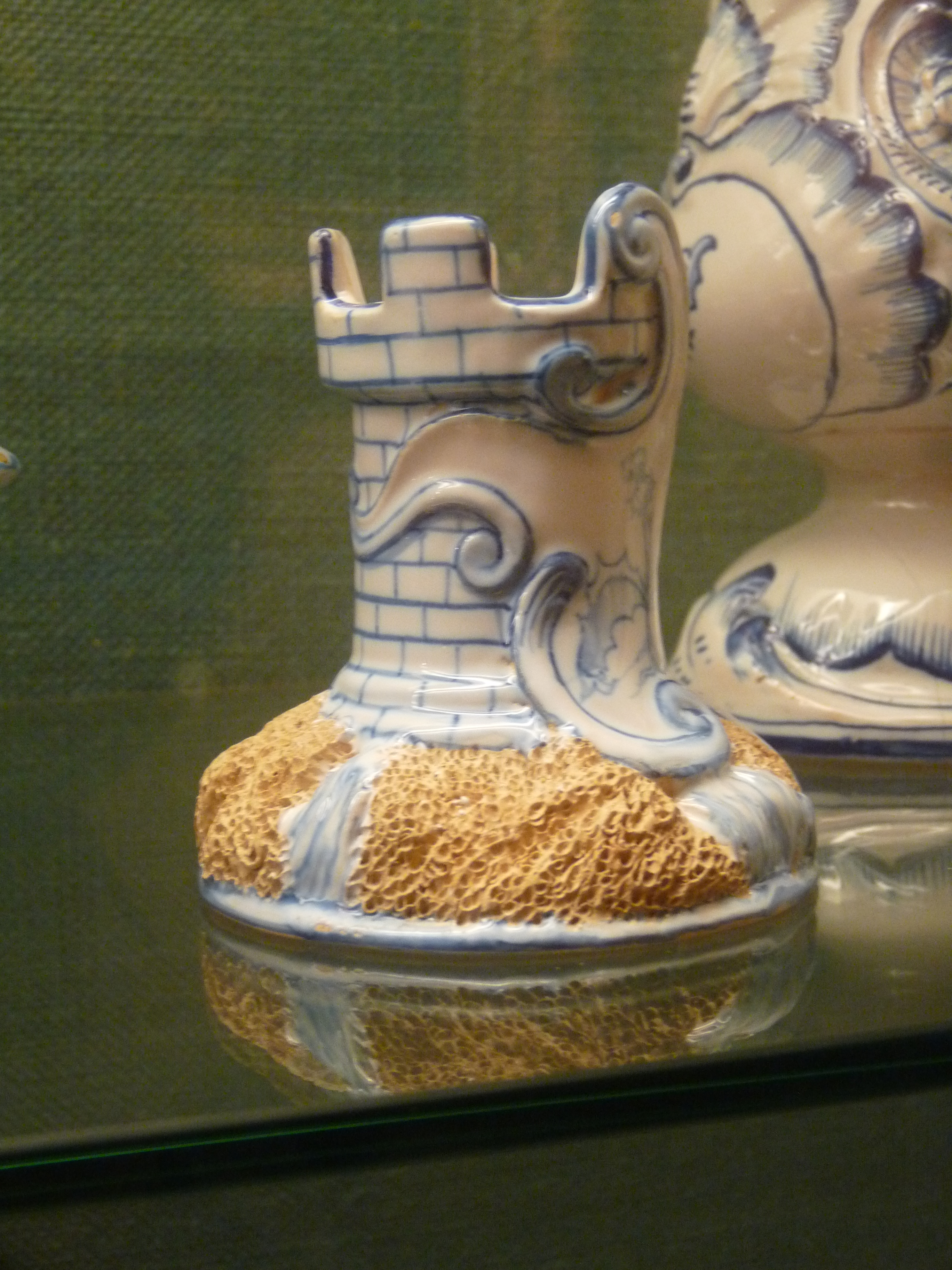
Porte pierre pyrogène, Émile Gallé pour la Faïencerie de Saint-Clément vers 1875.
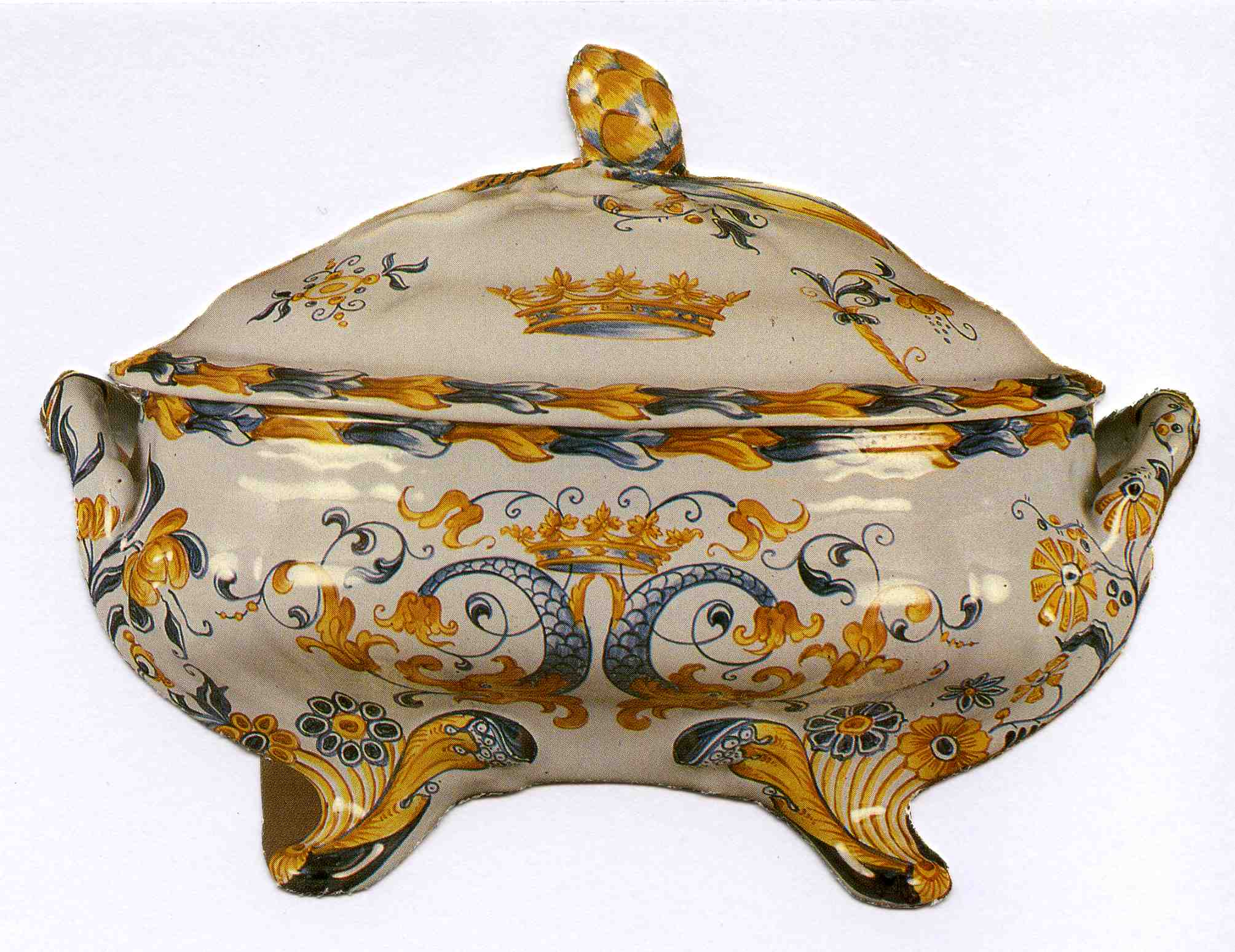
Soupière en faïence de Raon-l'Étape, Saint-Dié-des-Vosges, musée Pierre-Noël.
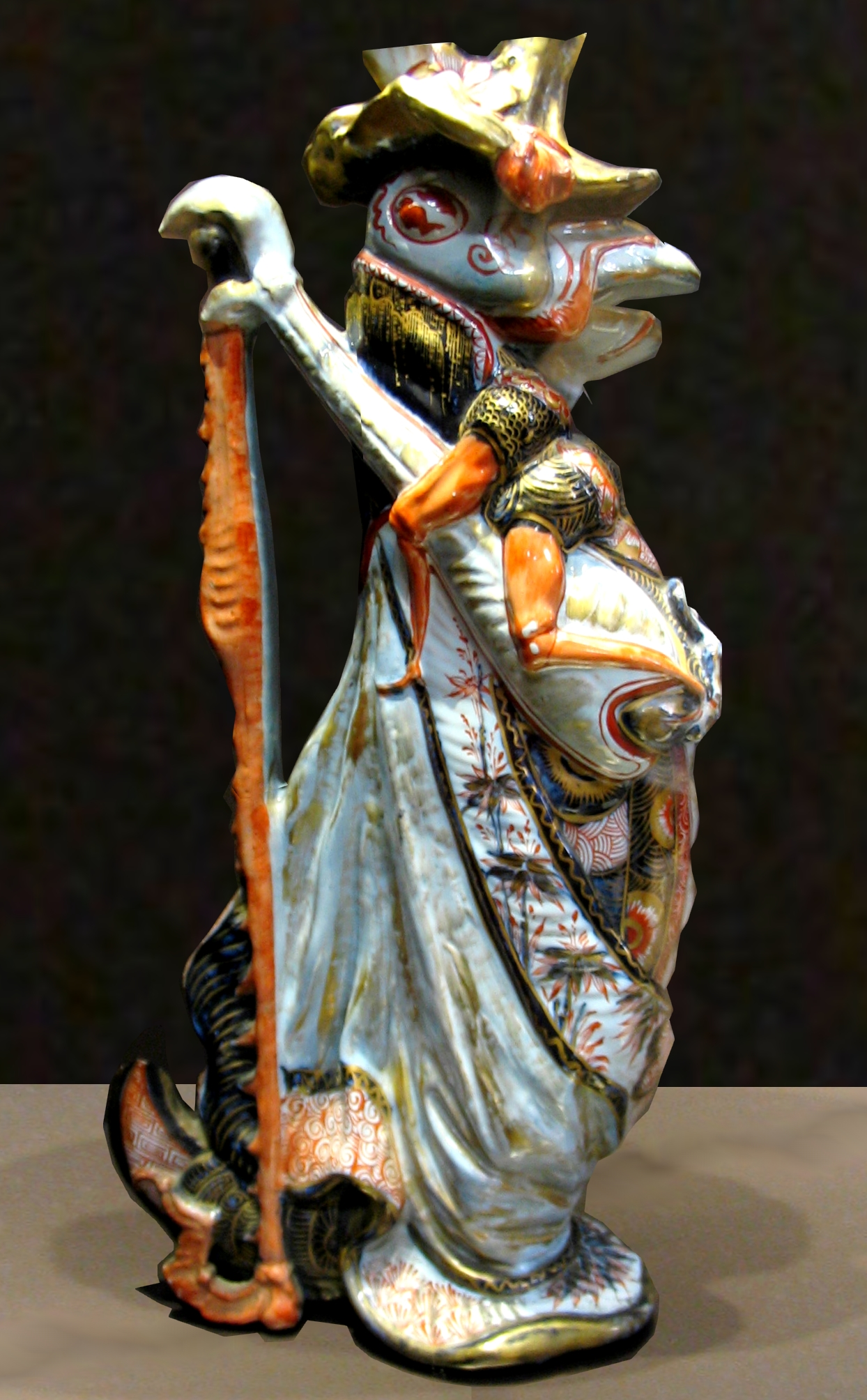
Faïence anthropomorphe, Paris, musée d'Orsay.

### Les œuvres en verre

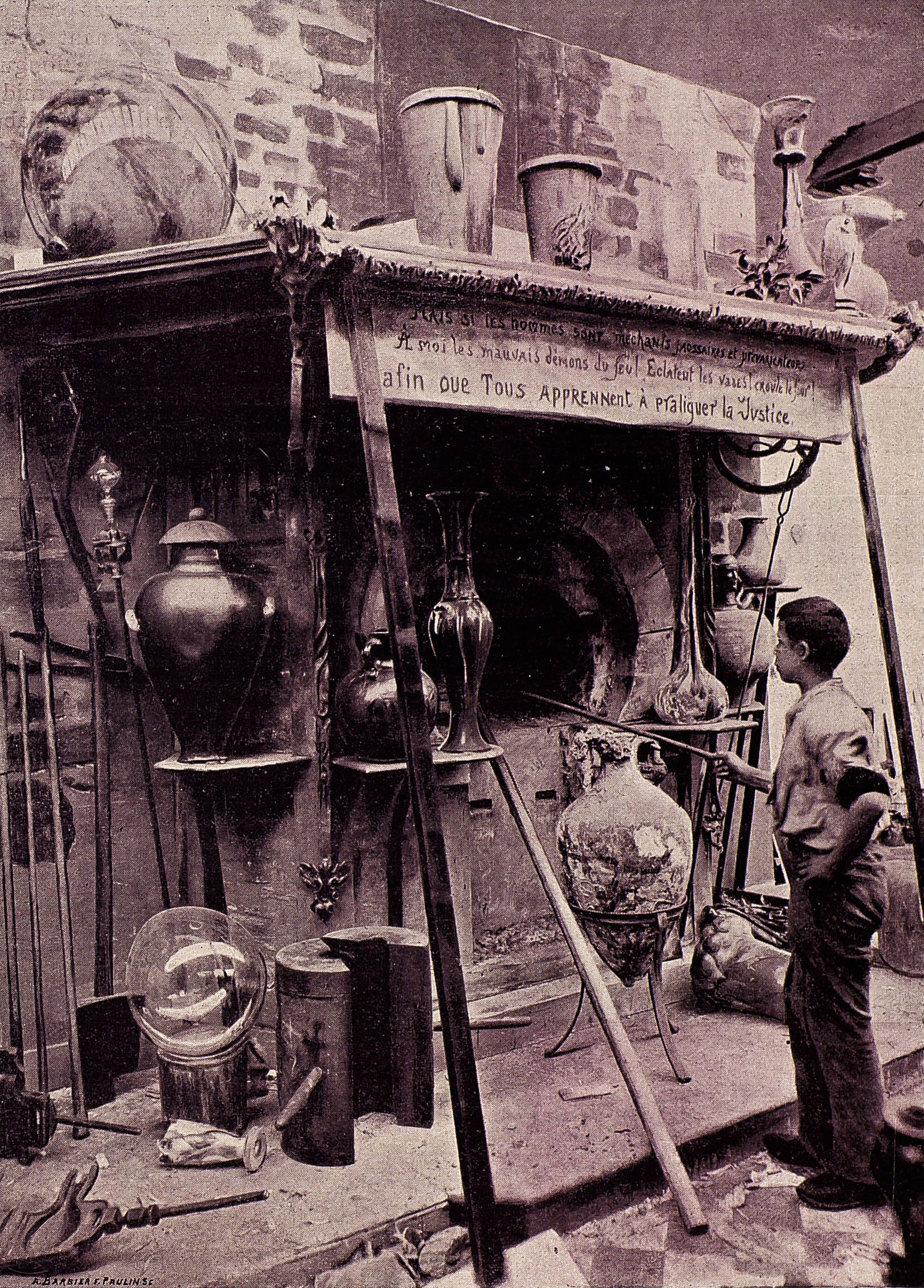
Four de verrier d'Emile Gallé, Lorraine artiste.

Si Gallé connaissait la technique de la pâte de verre, l'essentiel de sa production était soufflée, non pas en verre mais en cristal, c'est-à-dire avec adjonction de sels de plomb. À la paraison initiale de cristal, Gallé ajoutait des couches nouvelles colorées d'oxydes métalliques, des inclusions, avant de souffler la pièce de cristal, de la retravailler d'inclusions nouvelles, d'appliques, de feuilles d'or ou d'argent.
Au refroidissement, les différences de dilatation de ces couches étaient la cause d'accidents très fréquents, l'ouverture des fours révélant une casse importante, qui faisait la rareté des pièces réussies.
Issues de la halle de cristallerie, les pièces étaient alors retravaillées par gravure, à la roue pour les plus précieuses, à l'acide fluorhydrique pour les plus courantes. On dégageait ainsi un décor en camée, le plus souvent floral, rencontre heureuse des hasards du soufflage et du savoir-faire des graveurs-décorateurs.
Émile Gallé est également l'inventeur de plusieurs techniques, dont celle de la marqueterie de verre (brevet qu'il dépose en 1898), par dépôt de petites inclusions de verre dans la pâte en fusion.
Il sera l'un des seuls artistes à maîtriser cette technique, d'une rare difficulté car cela oblige la pièce de verre à être chauffée plusieurs fois et augmente ainsi le risque de fêlures. Rare sont les pièces utilisant ce procédé, qui ne sera plus pratiqué après 1904.
Des fragments de cristal de différentes couleurs à une ou plusieurs couches, préalablement mis en forme, sont incorporés à la pince dans la paraison encore en fusion.
Seul Charles Schneider réalisera des pièces utilisant cette technique.

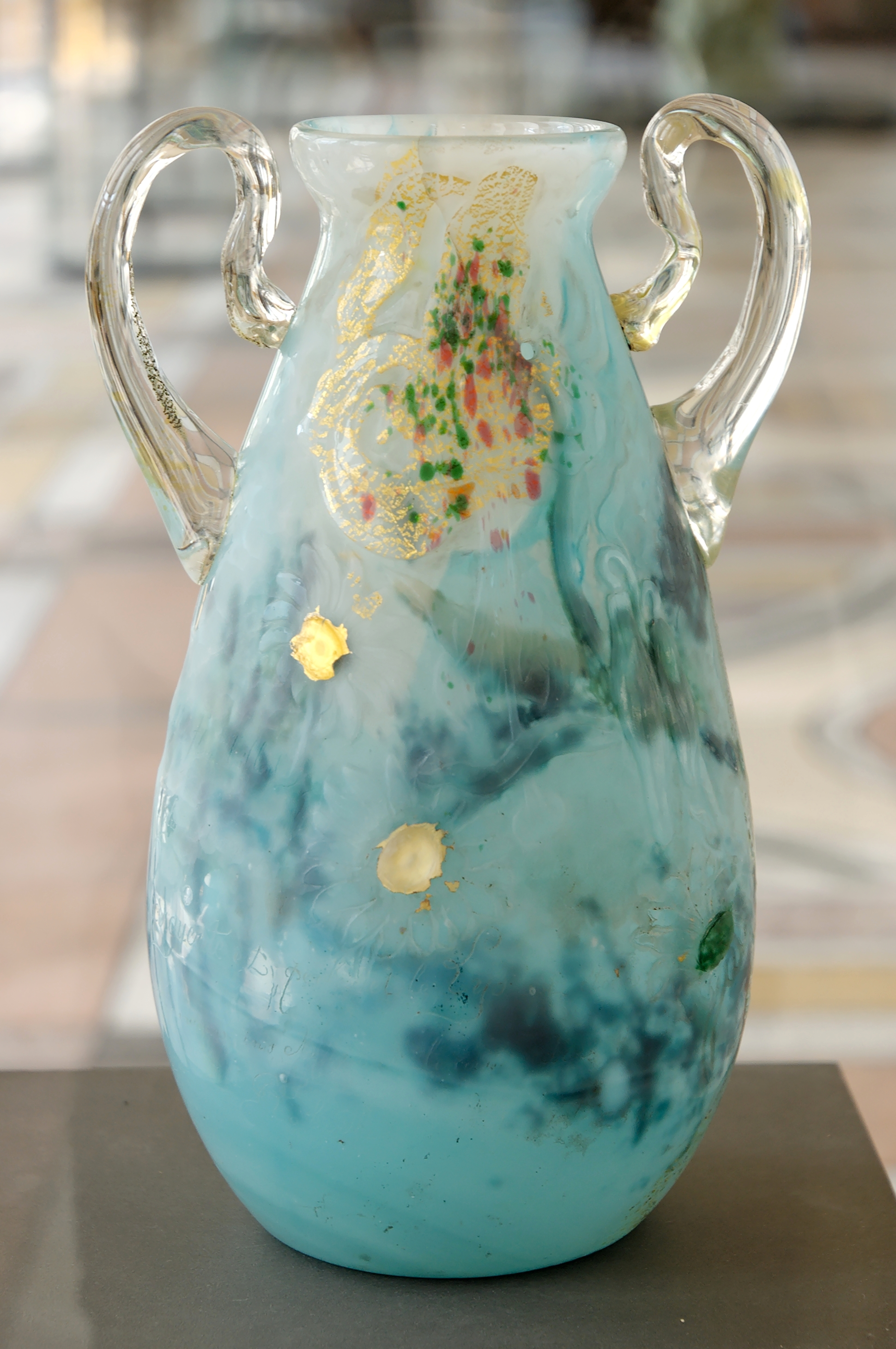
Émile Gallé, Vase aux lys et aux marguerites (1896), Paris, Petit Palais.
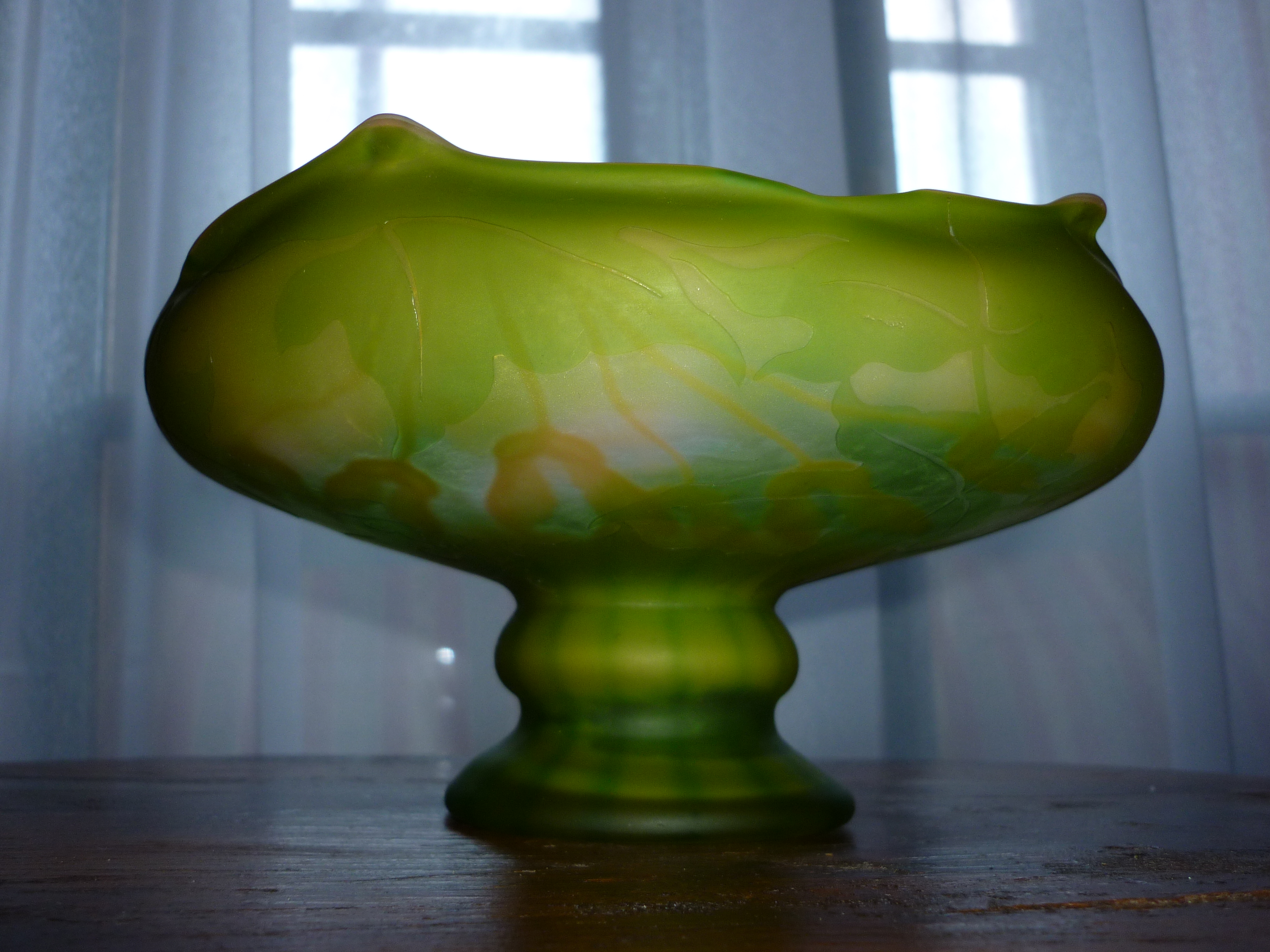
Établissements Gallé, Coupe de petite série en verre multicouche gravé à l'acide vers 1900, localisation inconnue.
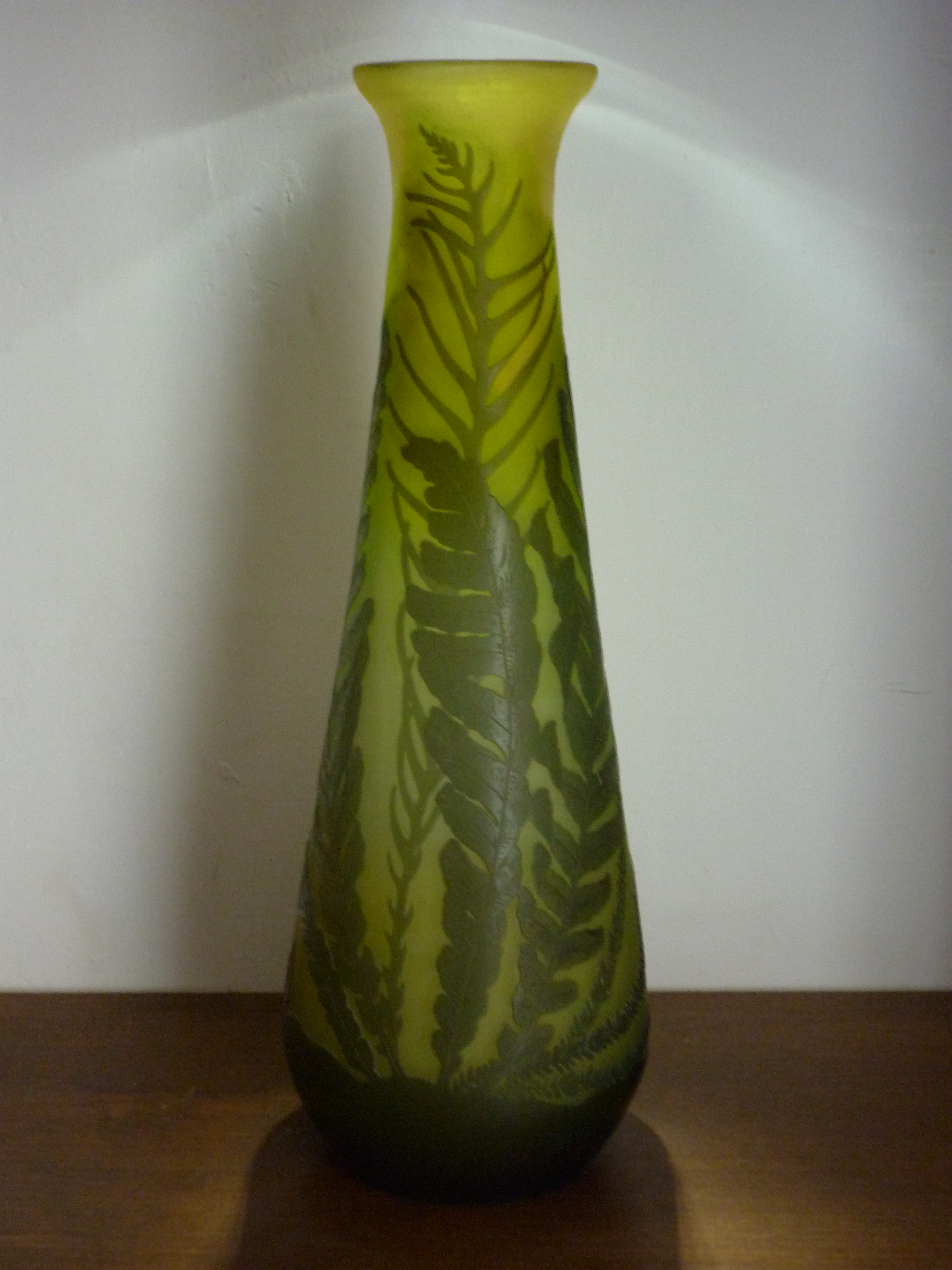
Établissements Gallé, vase de tirage industriel aux fougères, vers 1904, localisation inconnue.
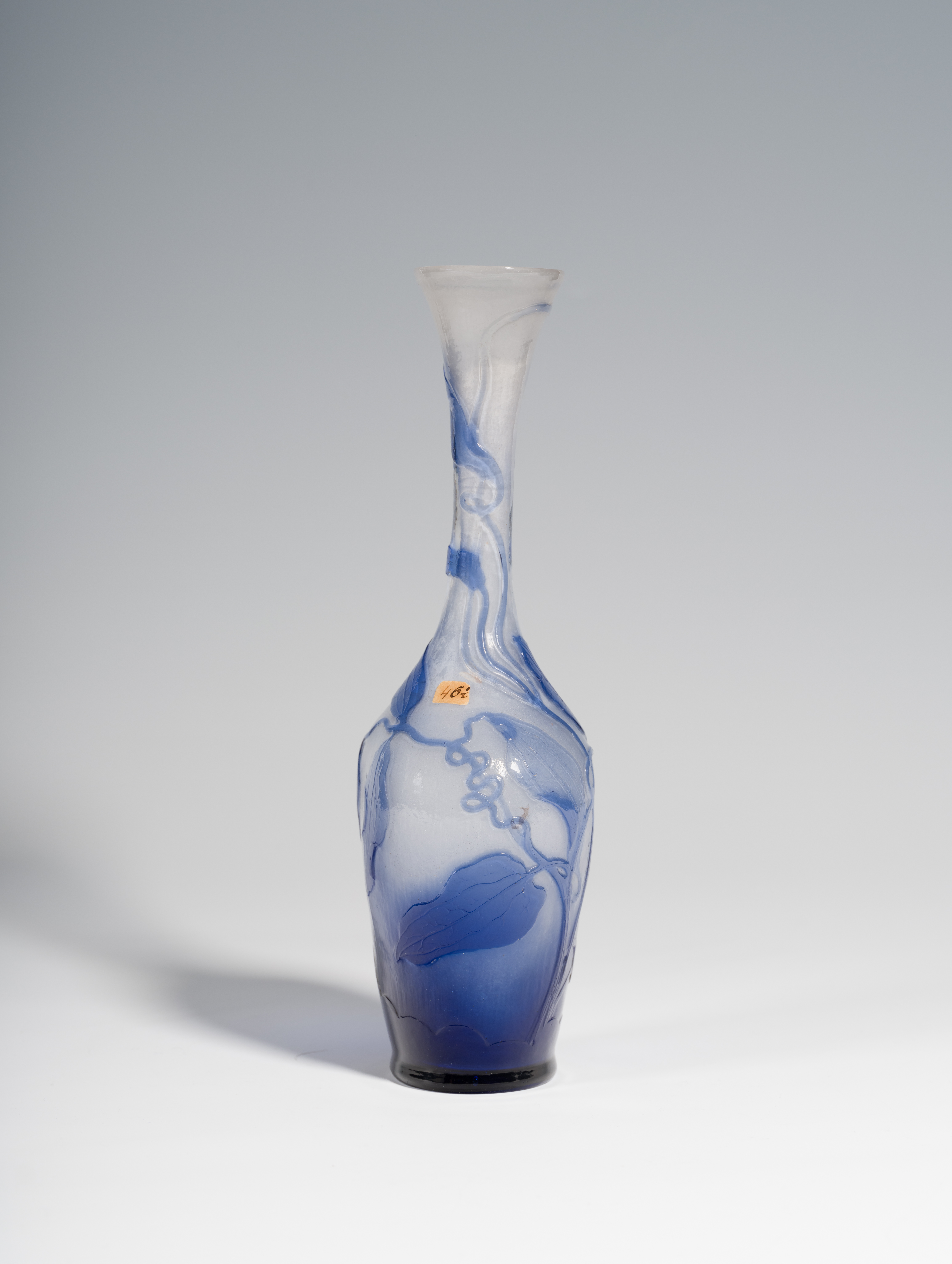
Émile Gallé, Vase en verre bleu, vase à long col évasé, corps globulaire, au décor de clématites en relief sur fond bleu, vers 1900, Musée des beaux-Arts de Reims
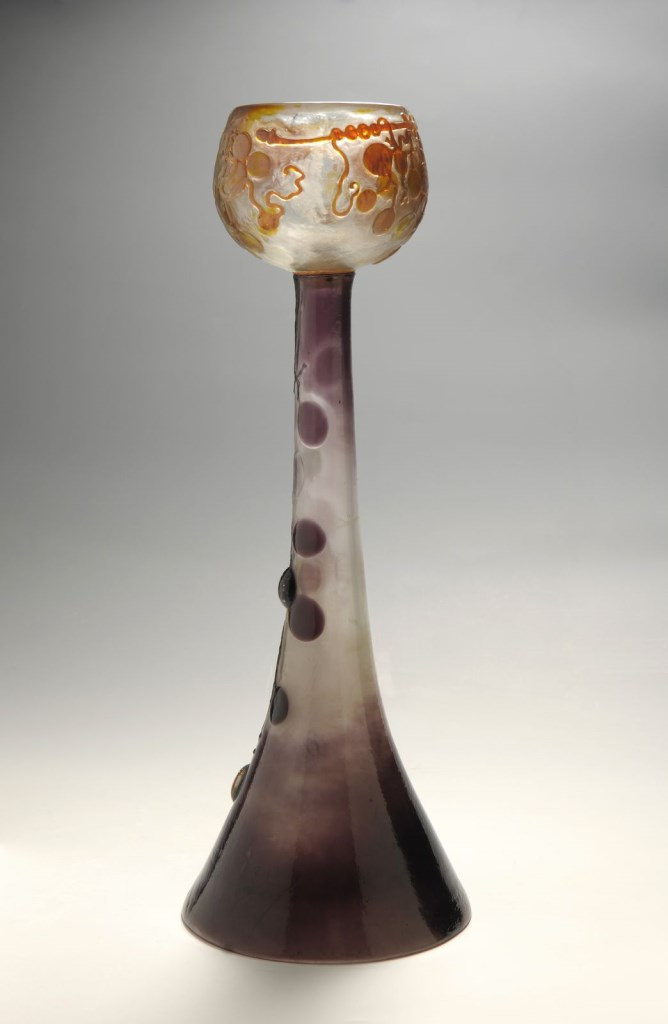
Émile Gallé, Le Chasselas de Fontainebleau, calice au long pied effilé à base conique, terminé par un récipient en demi-sphère au décor de raisins jaunes et violets, vers 1900, Musée des Beaux-Arts de Reims

### L'ébénisterie

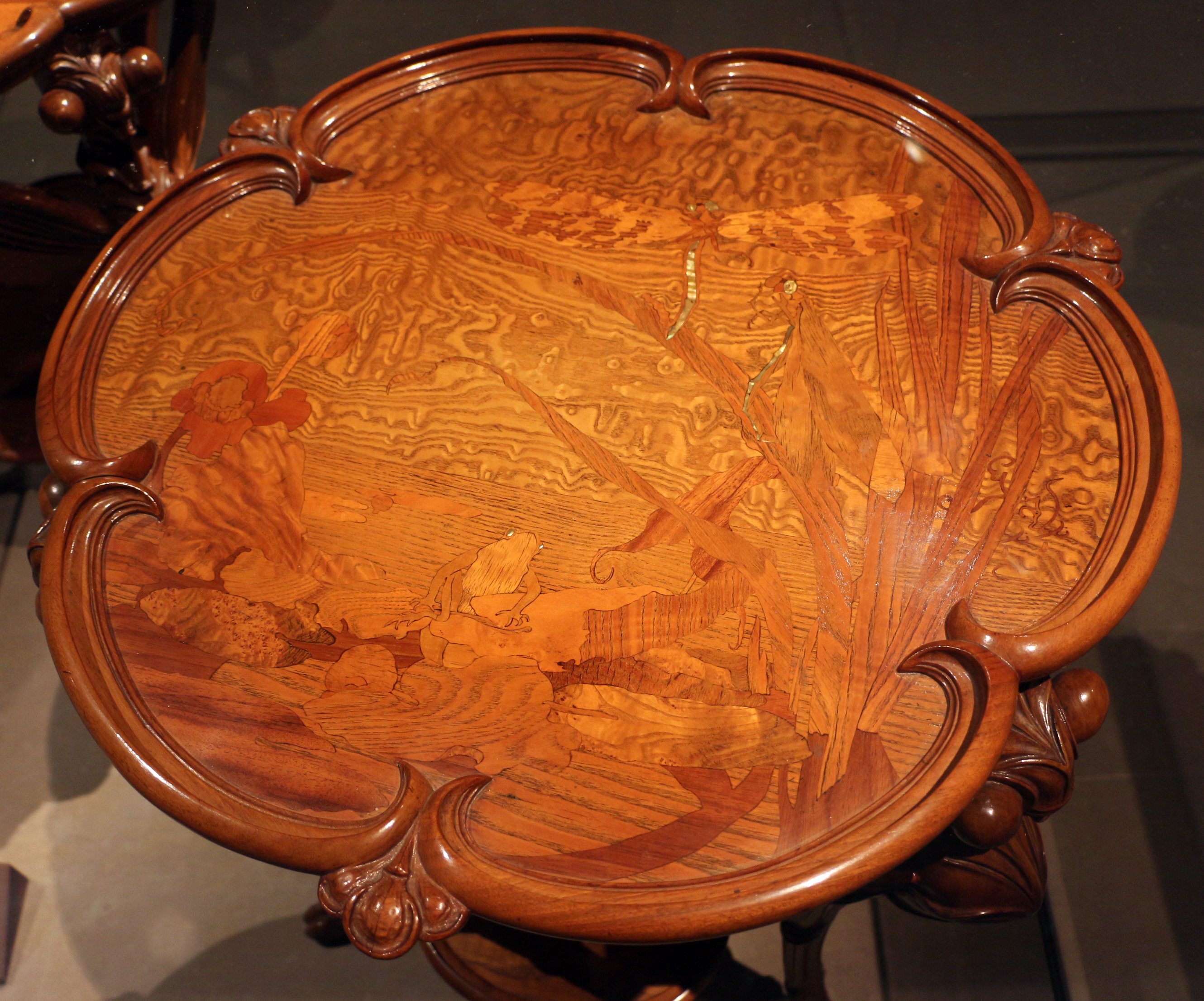
Marqueterie de la Table aux libellules (1901), Bruxelles, musée Fin-de-Siècle.

Bien que très tôt formé à l'ébénisterie, en particulier sous l'influence de l'Union centrale des arts décoratifs, il ne s'y investit que relativement tardivement dans sa carrière. Ayant besoin de réaliser un socle pour une œuvre de verre, il se rend chez un marchand de bois et est émerveillé des nuances colorées de ce matériau. Il ouvre un atelier d'ébénisterie en 1884, qui réalise à la fois du petit mobilier bon marché et des ensembles et meubles luxueux. Celui-ci comporte en 1889 un catalogue de plus de 600 essences de bois, en particulier chêne, noyer, frêne et prunier.
Ses collections basées sur les ombelles et les berces des prés remportent au début du XXe siècle un grand succès commercial, l'usine d'art déclinant les dessins de Gallé réalisés pour un bahut à d'autres meubles (armoire, commode) afin d'adresser la demande.
Il réalise de nombreuses expérimentations techniques, en particulier dans le domaine de la marqueterie : il expérimente avec les différentes propriétés du bois issu d'un même arbre, exploite ses défauts et joue parfois de cirage coloré, teinture, ombrage ou introduction de nacre et de métal dans la matière. Son style, à l'origine inspiré de la Renaissance et du XVIIIe siècle, évolue de plus en plus vers le naturalisme et l'exploitation des formes végétales, comme il l'affirme lui-même dans Le mobilier contemporain d'après la nature.

Mobilier par Émile Gallé
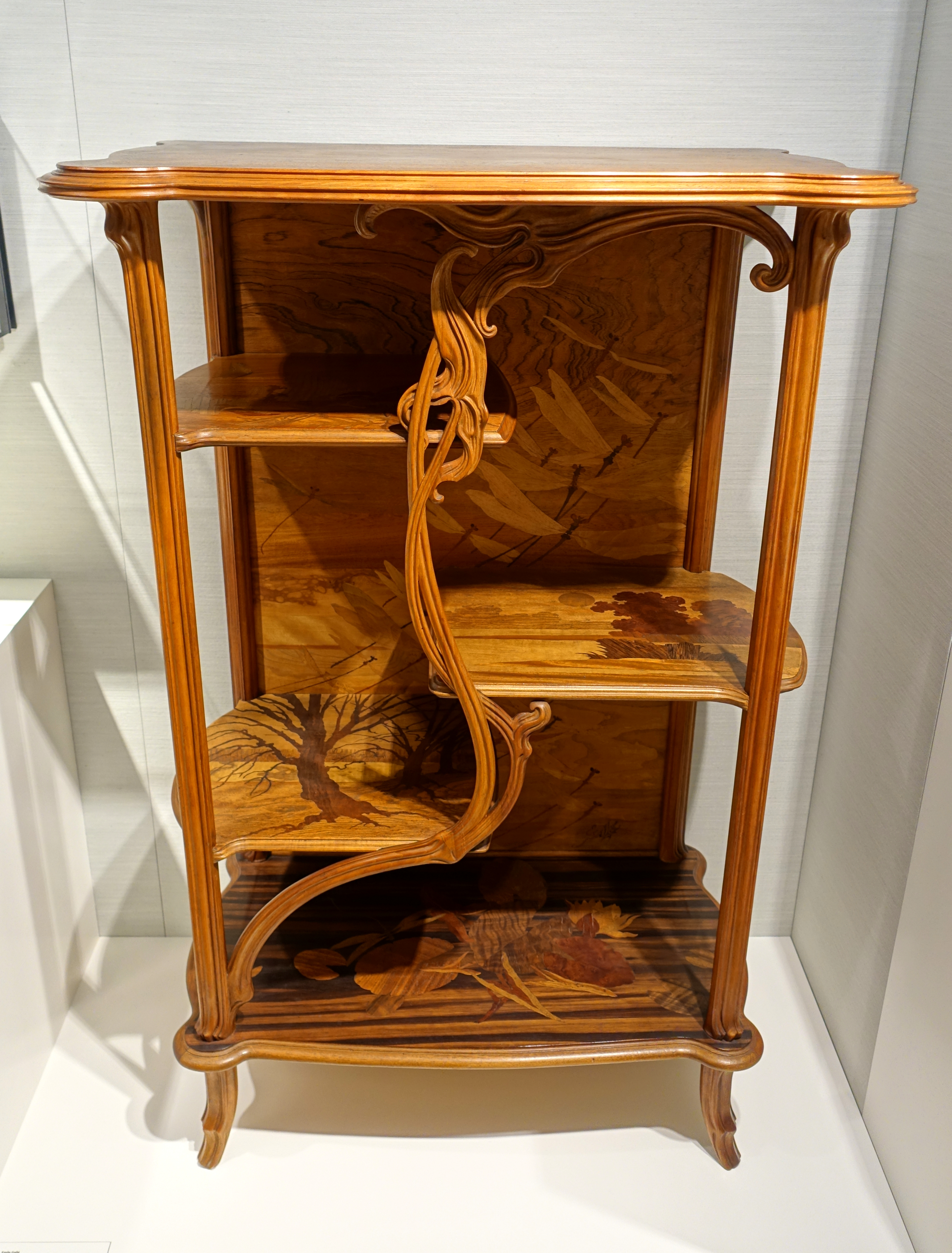
Étagère (vers 1900), Darmstadt, musée régional de la Hesse.
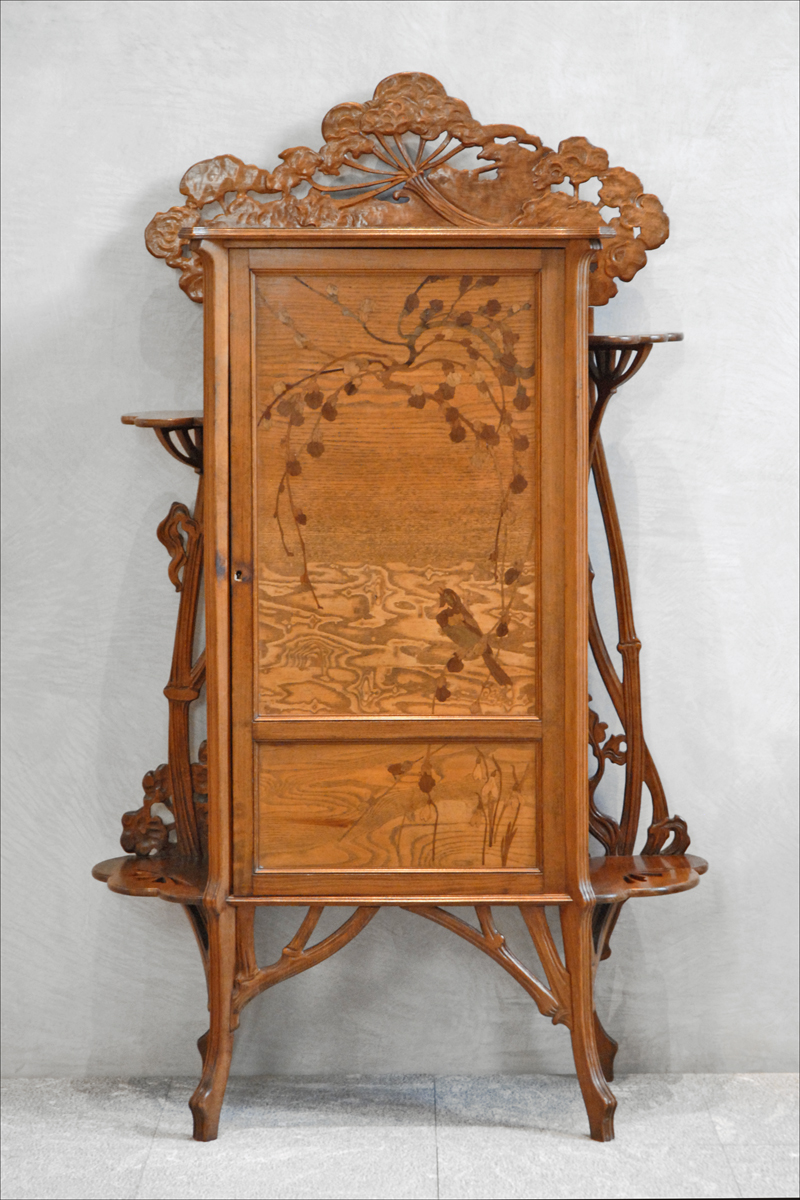
Bahut (vers 1902), musée des Beaux-Arts de Lyon.
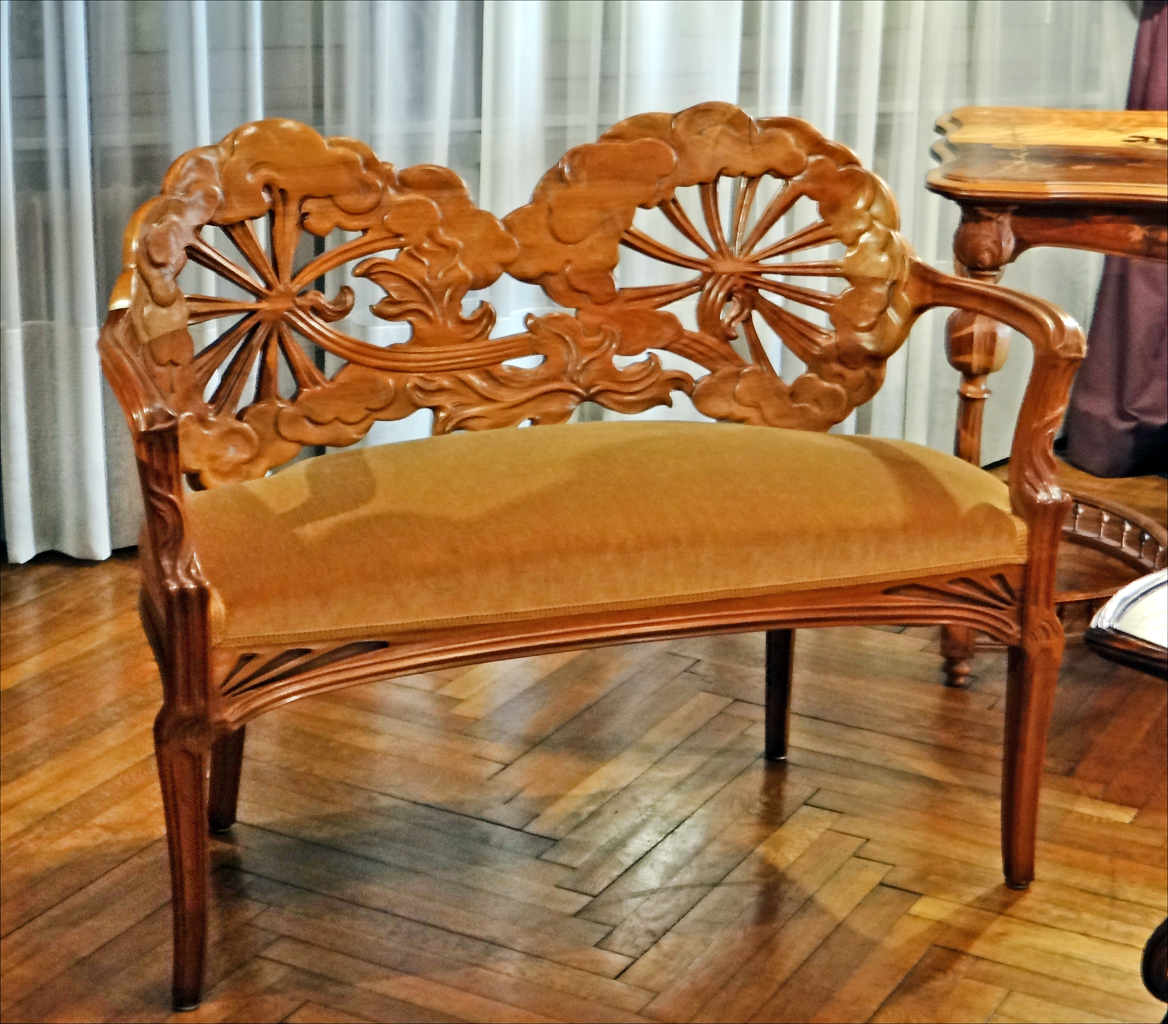
Banquette aux ombelles (1902), musée de l'École de Nancy.
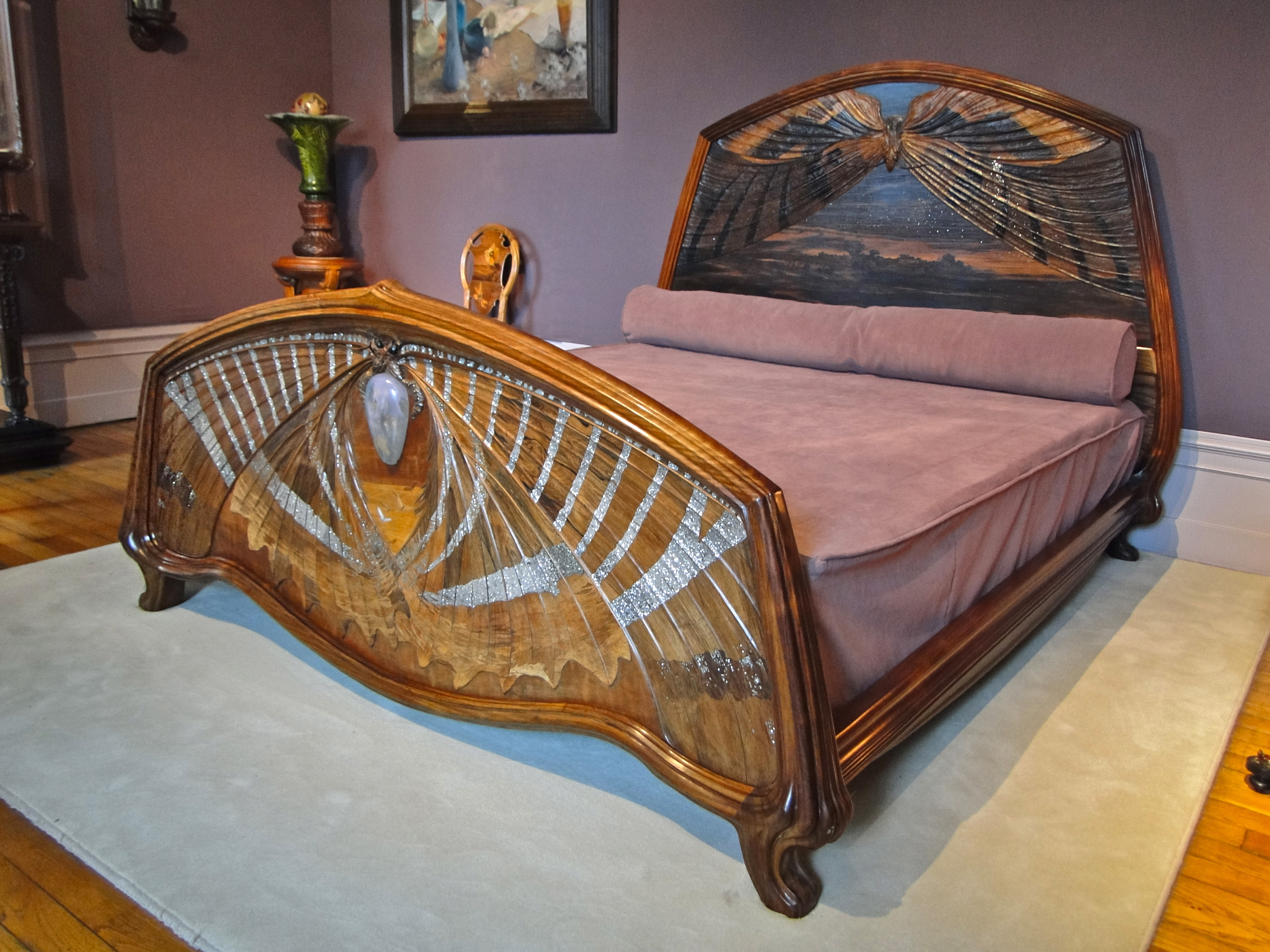
Lit aube et crépuscule (1904), musée de l'École de Nancy.
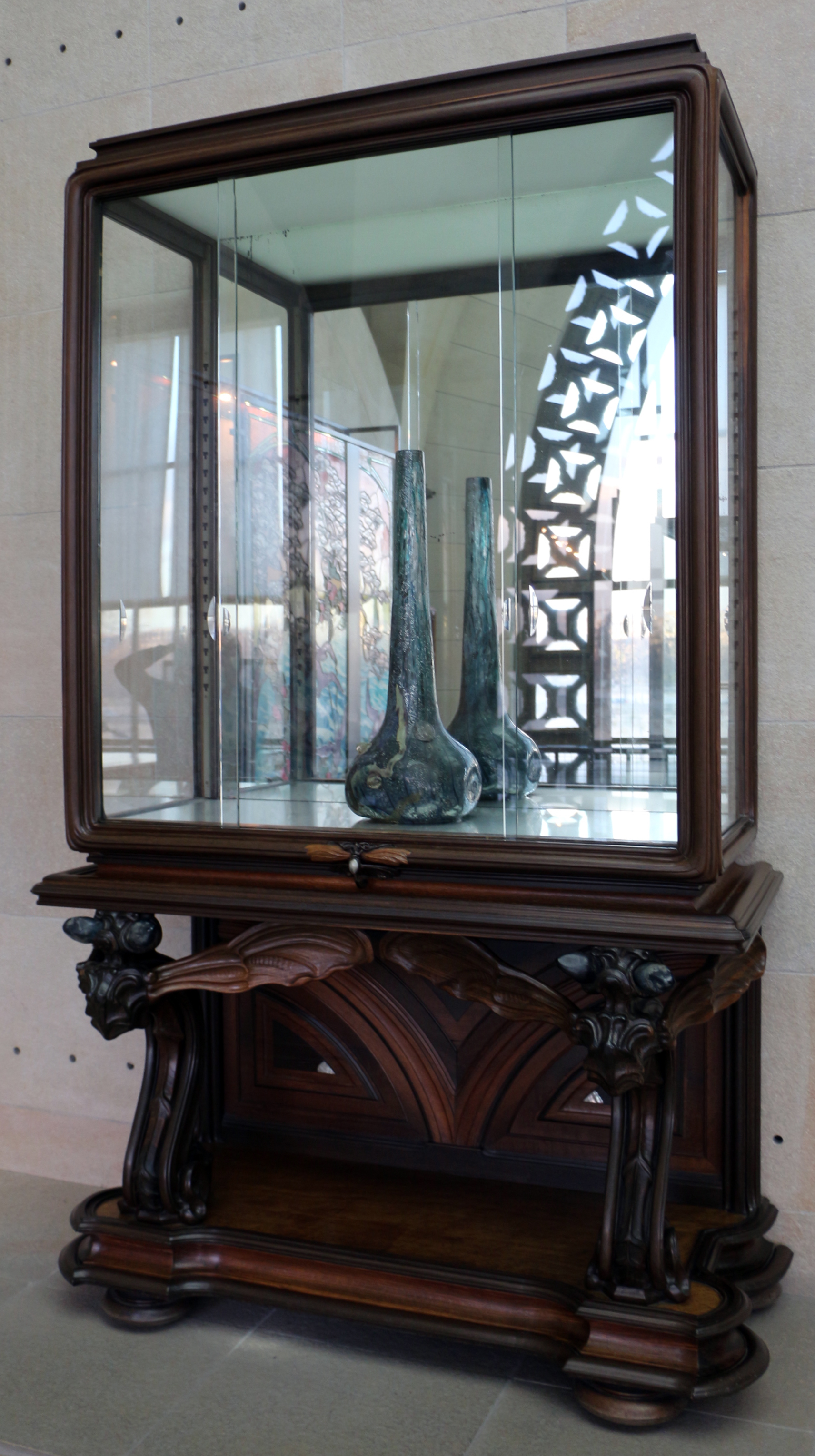
Vitrine aux libellules (1904), Paris, musée d'Orsay.
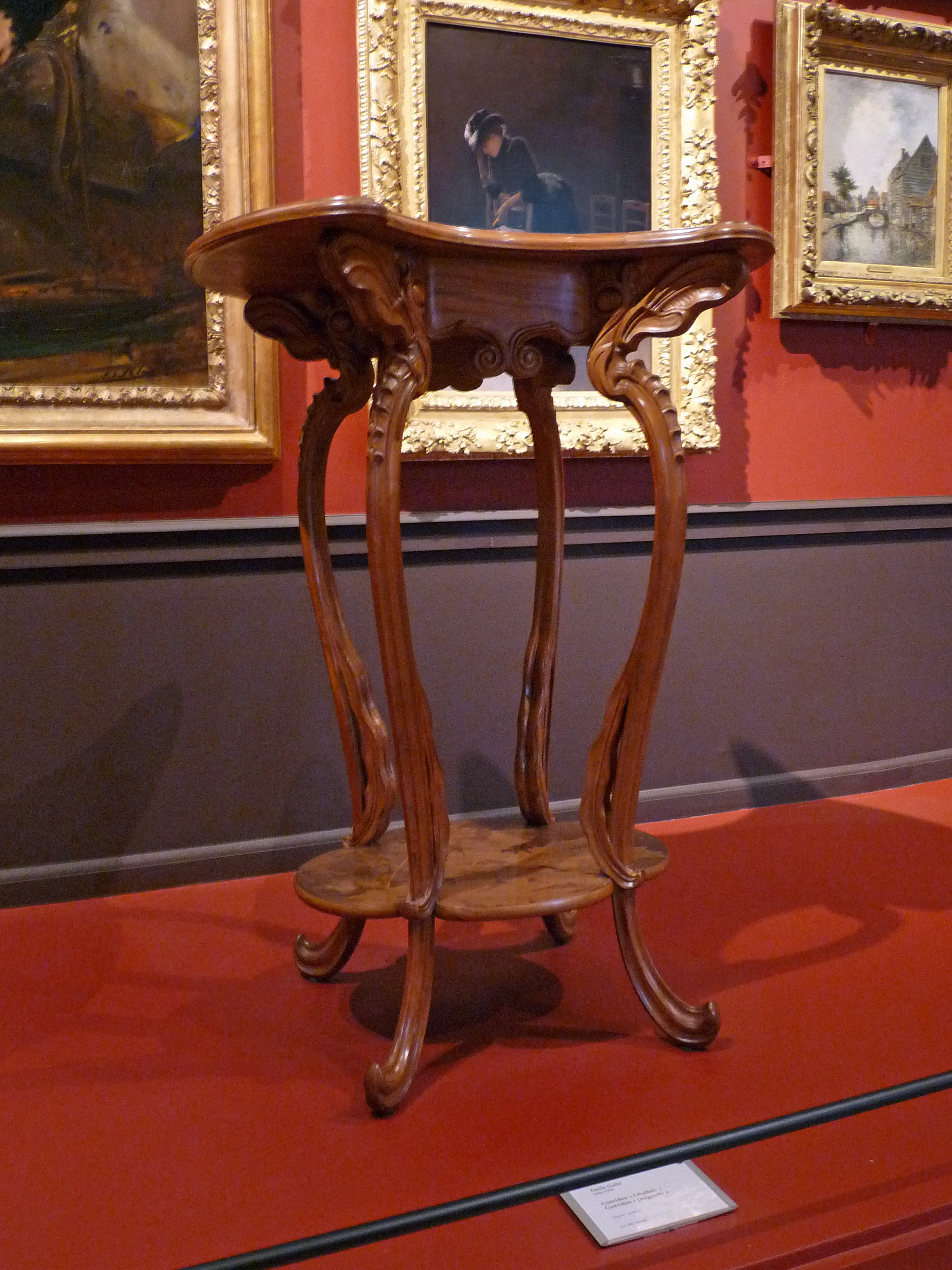
Guéridon Libellule, musée des Beaux-Arts de Reims

### Propriété intellectuelle

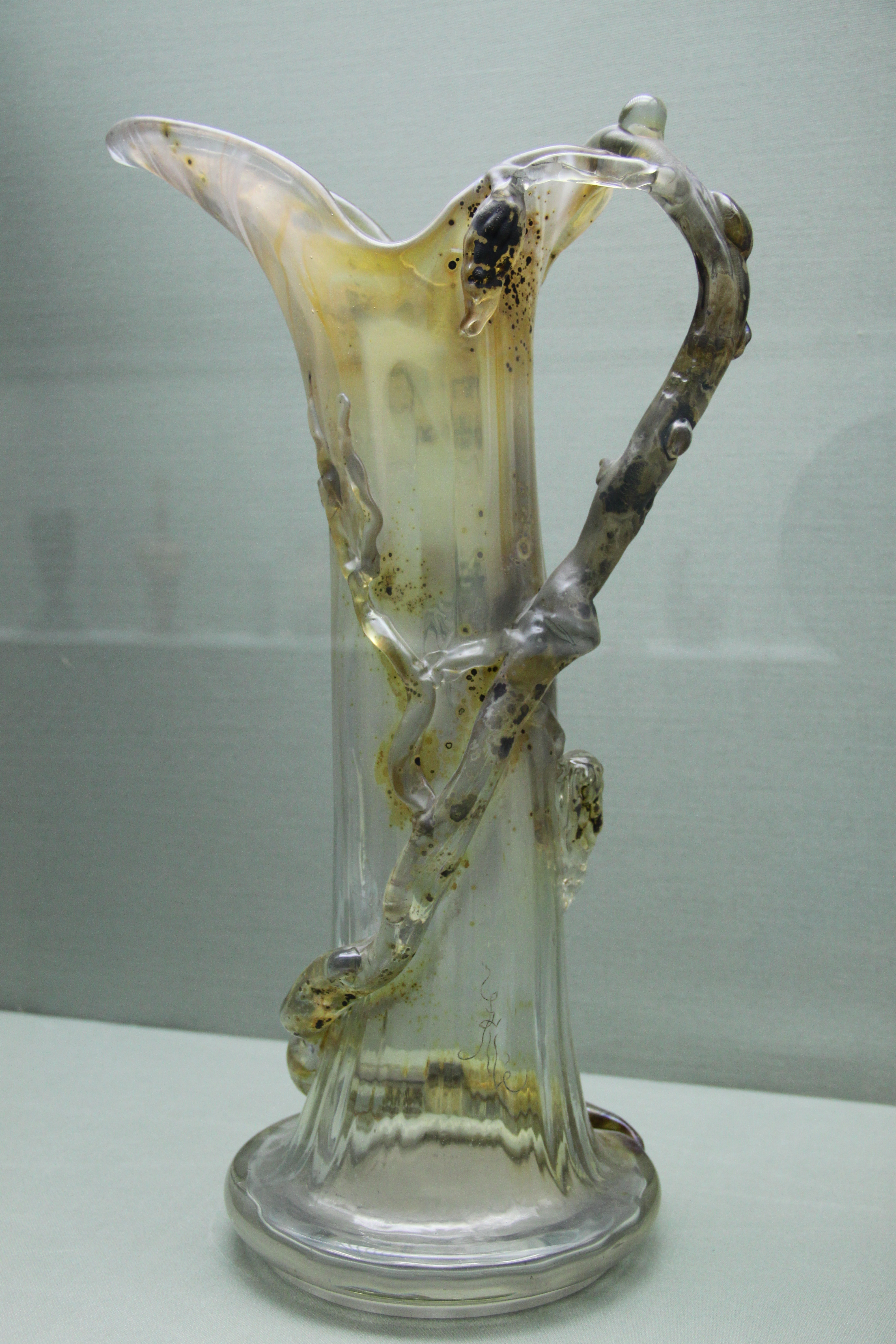
Broc Les Pins, réalisé vers 1898-1900, témoignage de l'utilisation des techniques brevetées de verrerie dans les productions de Gallé. Musée de l'École de Nancy.

Artiste précurseur, Émile Gallé voit régulièrement ses innovations artistiques contrefaites par d'autres ateliers concurrents, comme son idée d'utiliser les ombellifères comme motif pour des meubles. À la suite de plusieurs litiges contre la manufacture de Saint-Clément en 1877-1880, celle de Béziat en 1879 et son procès perdu contre la manufacture de Lunéville, il décide, sous conseil juridique, de déposer ses dessins et modèles de fabrique.
Le 9 août 1880, son premier dépôt de dessins industriels au conseil des prud'hommes de Nancy concerne le service de verrerie Larmes. L'un de ses derniers dépôts concerne sa collection de meubles inspirés de la berce des prés, le 8 juillet 1902.
En plus de ses dépôts artistiques, il s'aide d'un cabinet d'avocats pour déposer un double brevet en 1898 : « Genre de marqueterie de verre ou de cristaux » et « Genre de décoration dite patine sur cristal et sur verre ». Ces deux techniques, fruits de nombreuses recherches, sont ensuite appliquées à ses créations, soit séparément, soit de manière combinée.

## Thématiques

### Industrie
Membre de l'École de Nancy, Gallé entretient de nombreux liens avec les industriels lorrains, qui lui commandent des pièces ou à qui il les offre. Ainsi, il offre en 1901 un vase à Ernest Solvay lorsque celui-ci est reçu chevalier de la Légion d'honneur, et réalise deux créations, en 1903, lorsque son usine de Dombasle fête son 30e anniversaire, l'une destinée à un industriel, l'autre au préfet de Meurthe-et-Moselle. Il réalise cette même année le vase La Soude, évocation de la production de soude (usine, cristaux).

### Politique
Émile Gallé produit de nombreuses œuvres aux accents patriotiques, célébrant la Lorraine et protestant contre le rattachement de l'Alsace-Moselle à l'Allemagne. Par exemple, lors de l'Exposition internationale de Londres de 1871, il envoie la table "Flore de Lorraine" et une sculpture représentant la Prusse et Bismarck sous forme d'animaux ; cette présentation lui permet de nouer des relations avec l'aristocratie anglaise, comme la duchesse de Montalbo[Qui ?]. Lors de l'Exposition universelle de 1889, il réalise de nombreuses œuvres à la symbolique patriotique (Vercingétorix, Jeanne d'Arc) ou plus générale (Eurydice),.

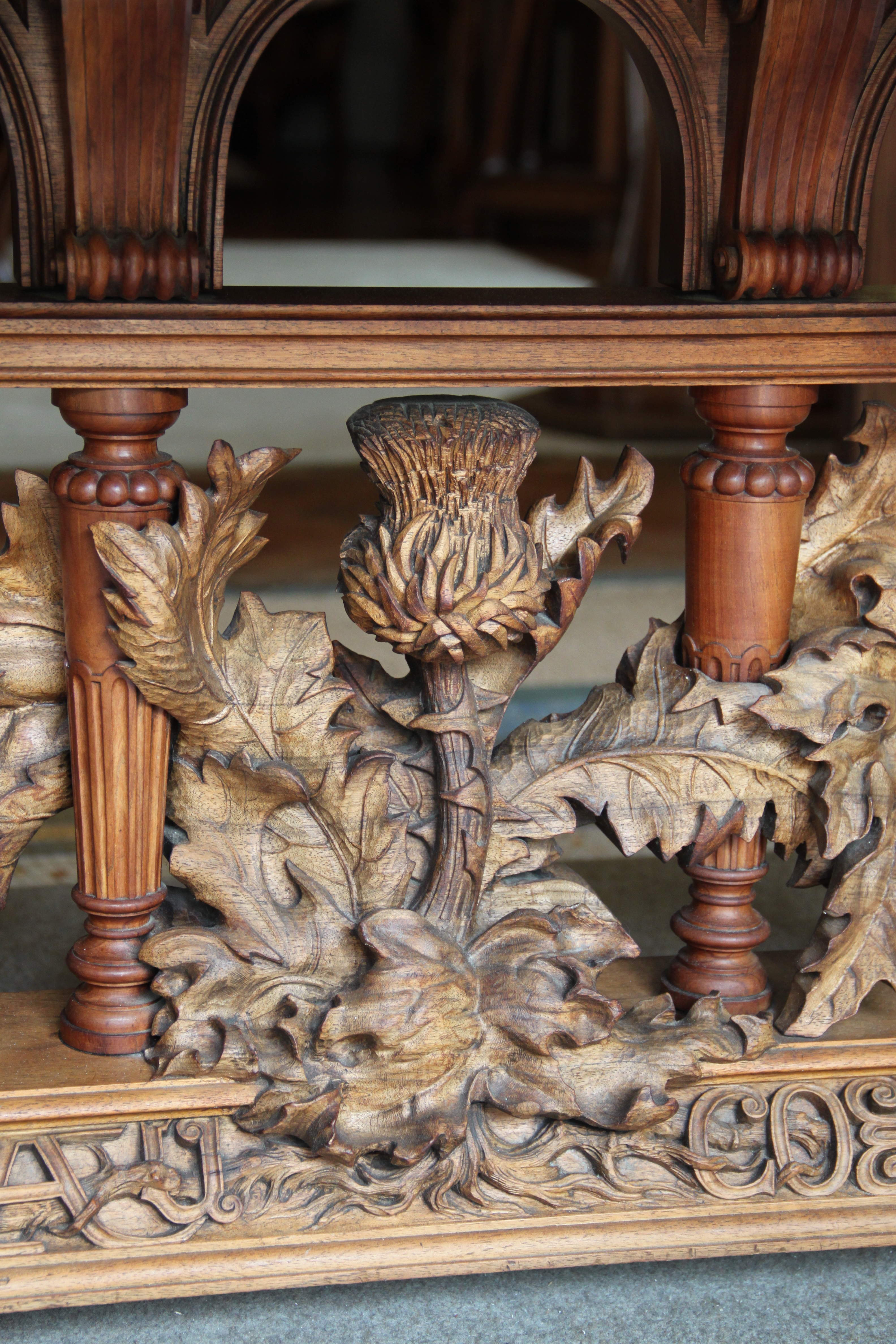
Détail de la table Le Rhin (Exposition universelle de 1900) représentant le Rhin comme la frontière naturelle de la France et de l'Allemagne.
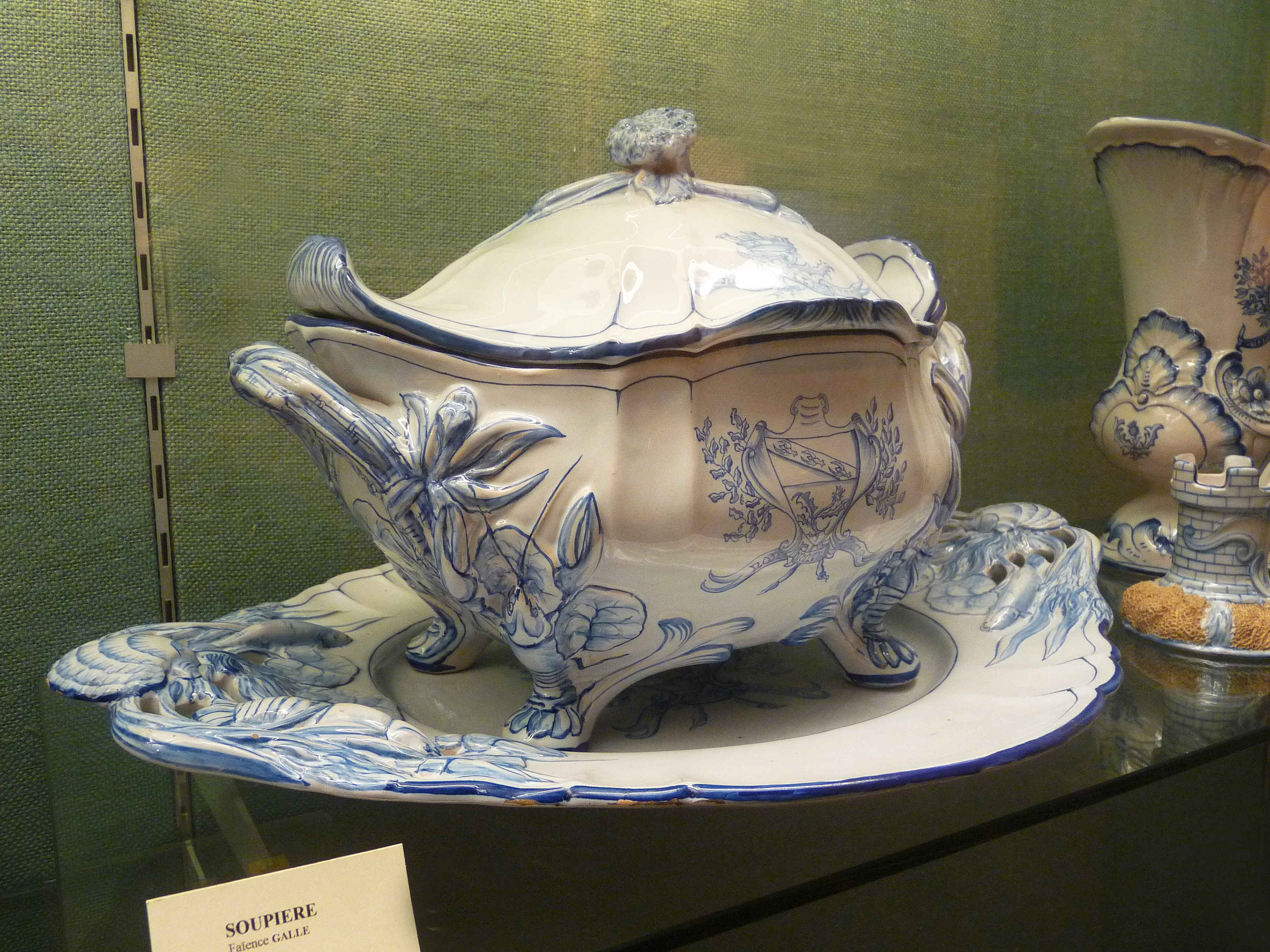
Soupière portant le blason de Lorraine, Remiremont, musée Charles-de-Bruyères.
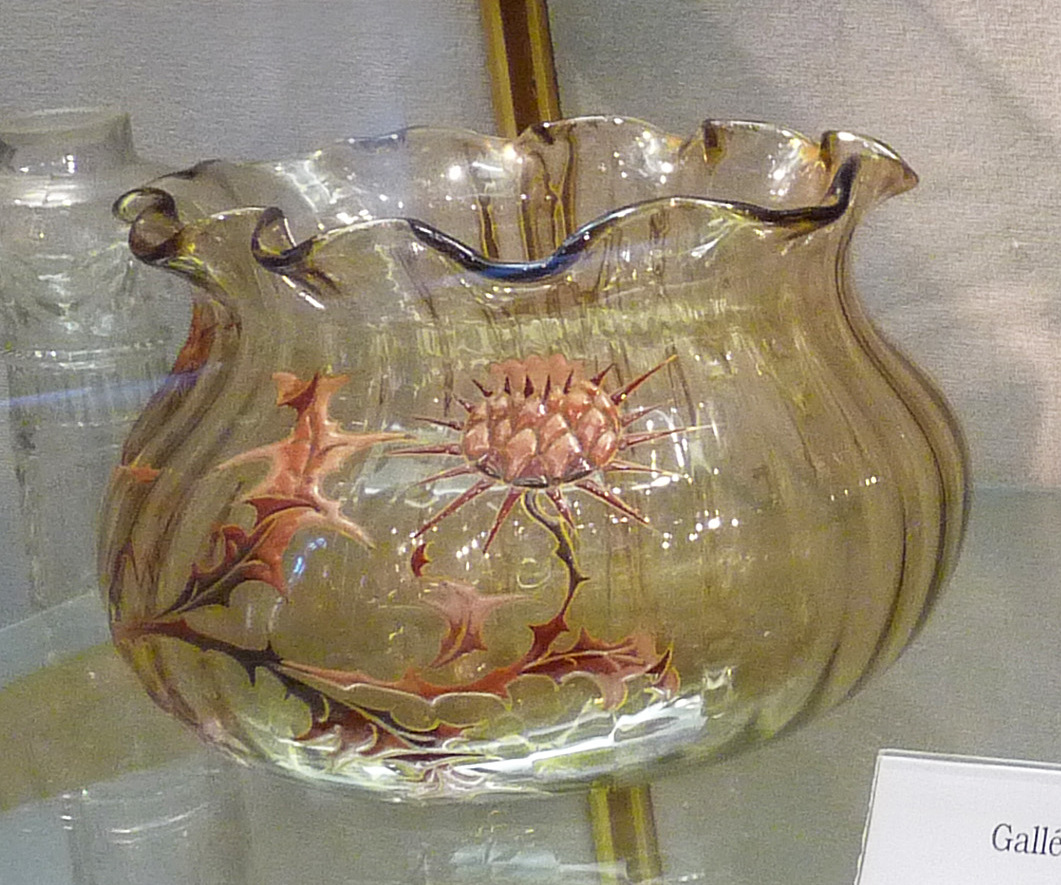
Vase à thème de chardon, symbole de Nancy, Remiremont, musée Charles-de-Bruyères.
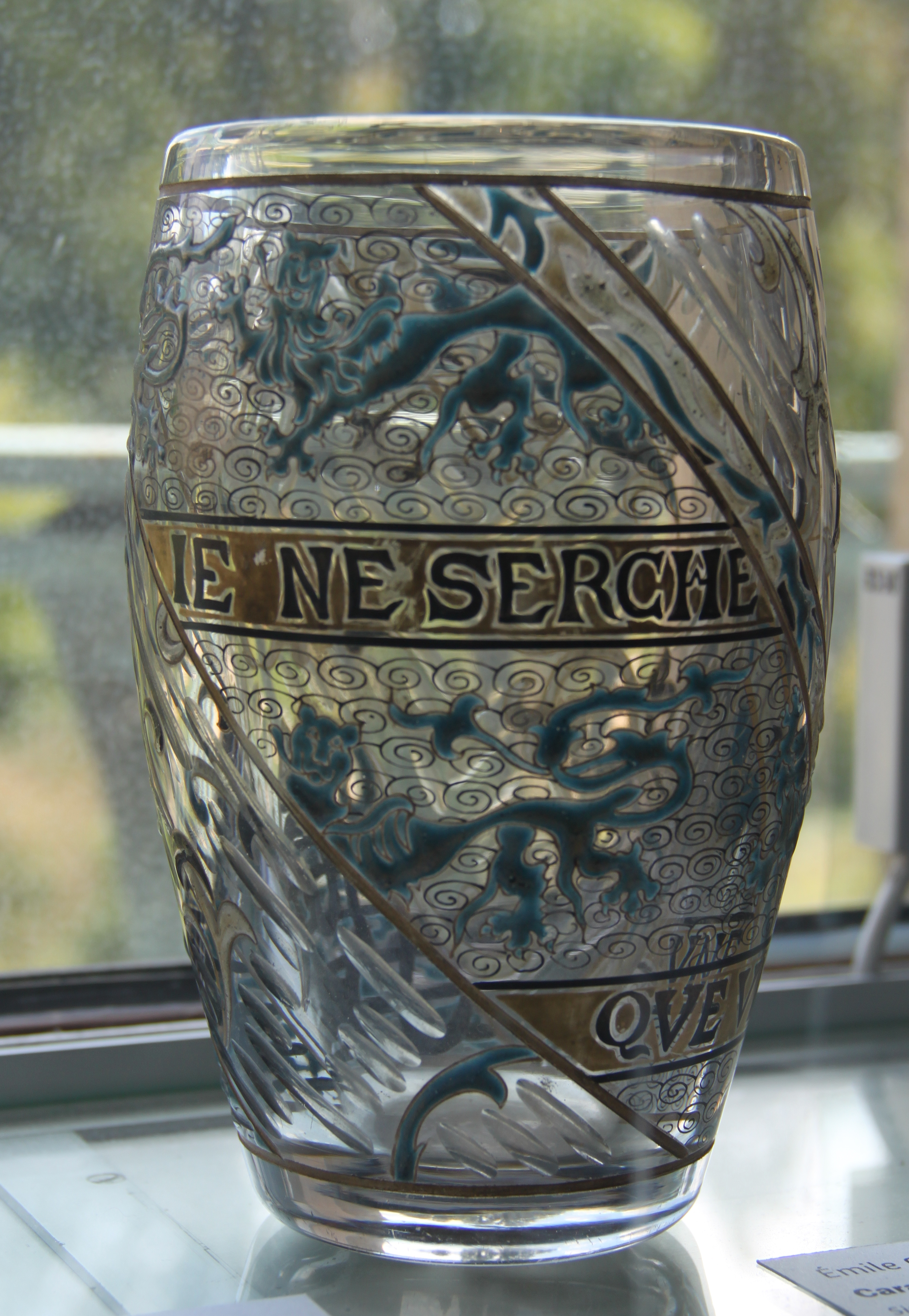
Vase Je ne cherche que une (1878), musée de l'école de Nancy.
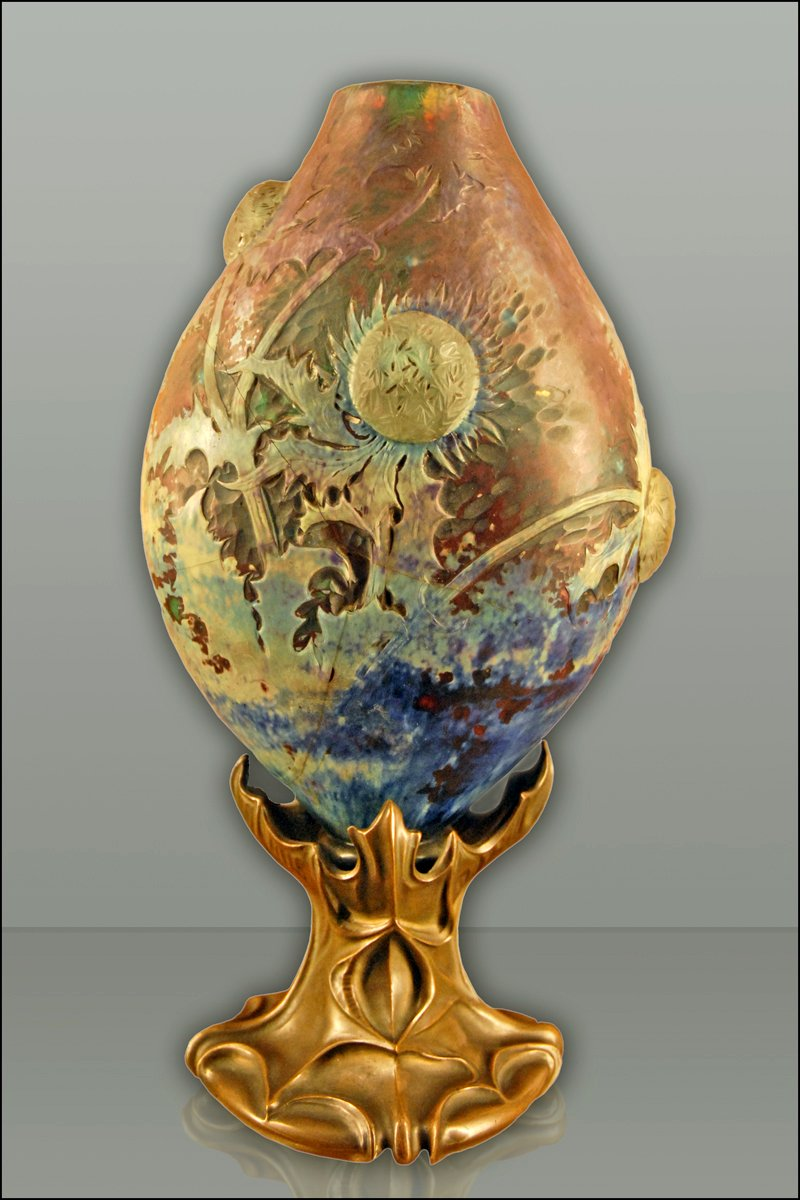
Vase à thème de chardon, musée des Beaux-Arts de Lyon.

### Botanique
Émile Gallé utilise, dès sa reprise de la direction artistique de la manufacture de faïence de Charles Gallé, de nombreux thèmes botaniques conformes aux goûts du Second Empire.

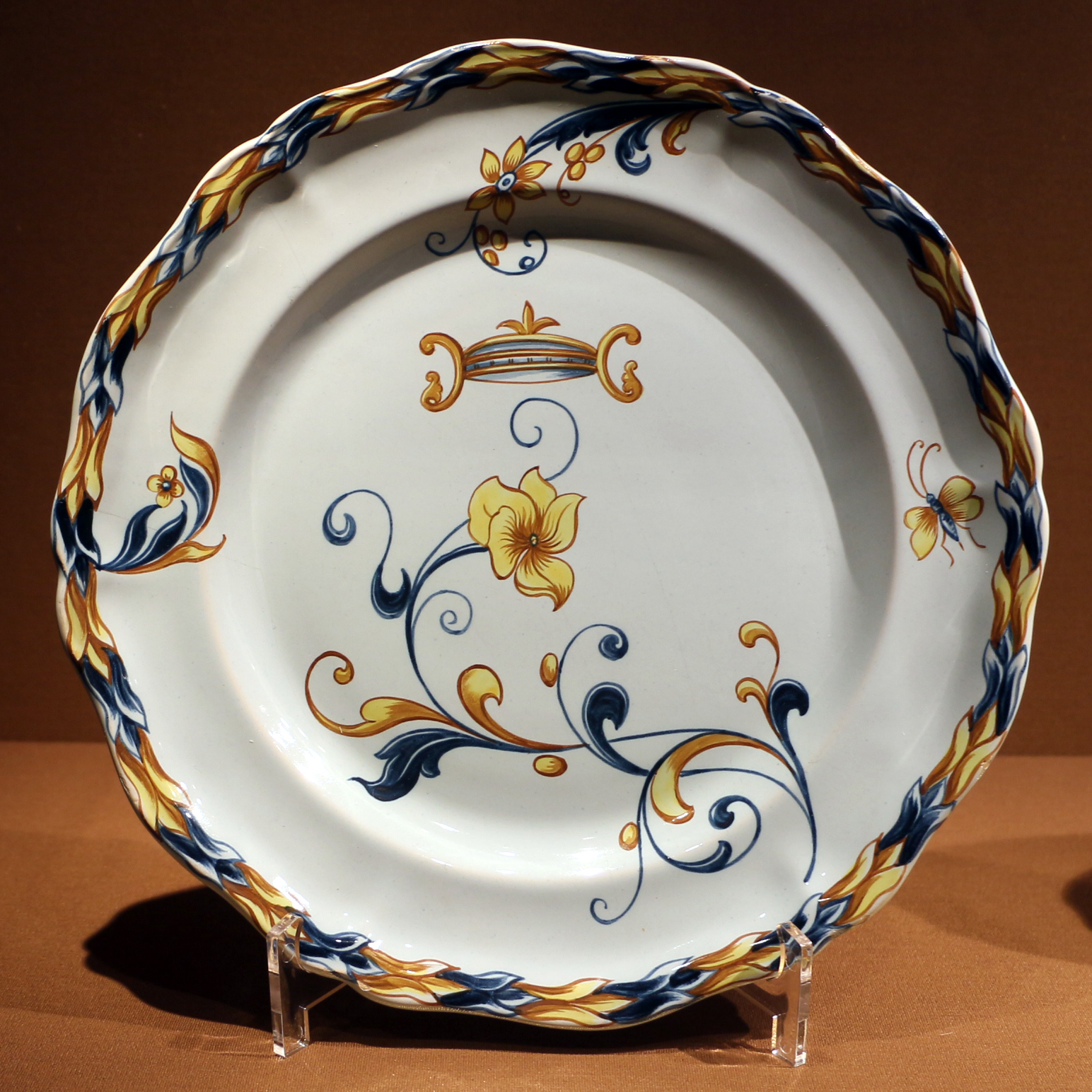
Assiette (vers 1876-1878), Bruxelles, musée Fin-de-Siècle.
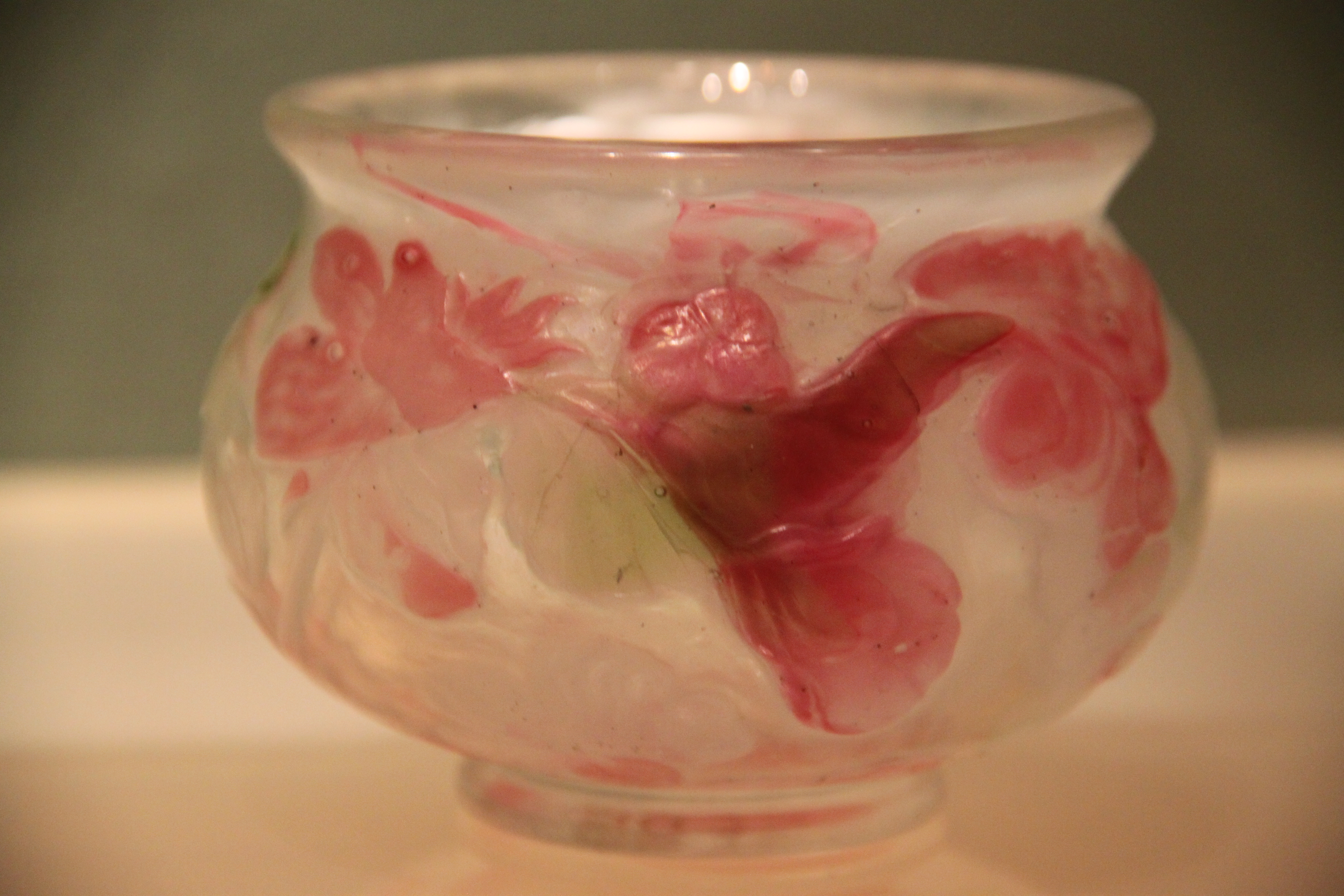
Coupe bégonia rose (1894), musée de l'École de Nancy.
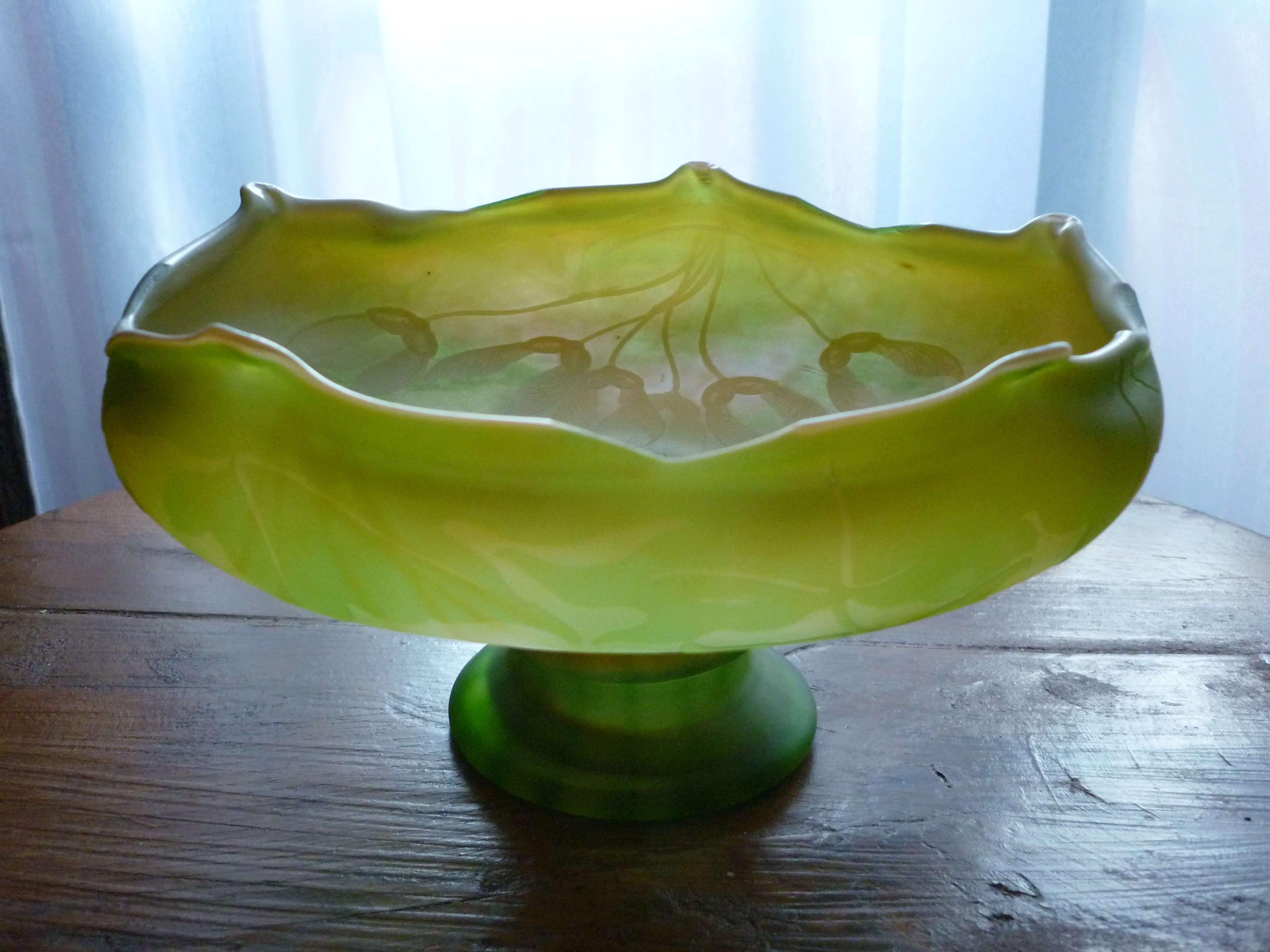
Coupe représentant des feuilles et samares d'érable (vers 1900).
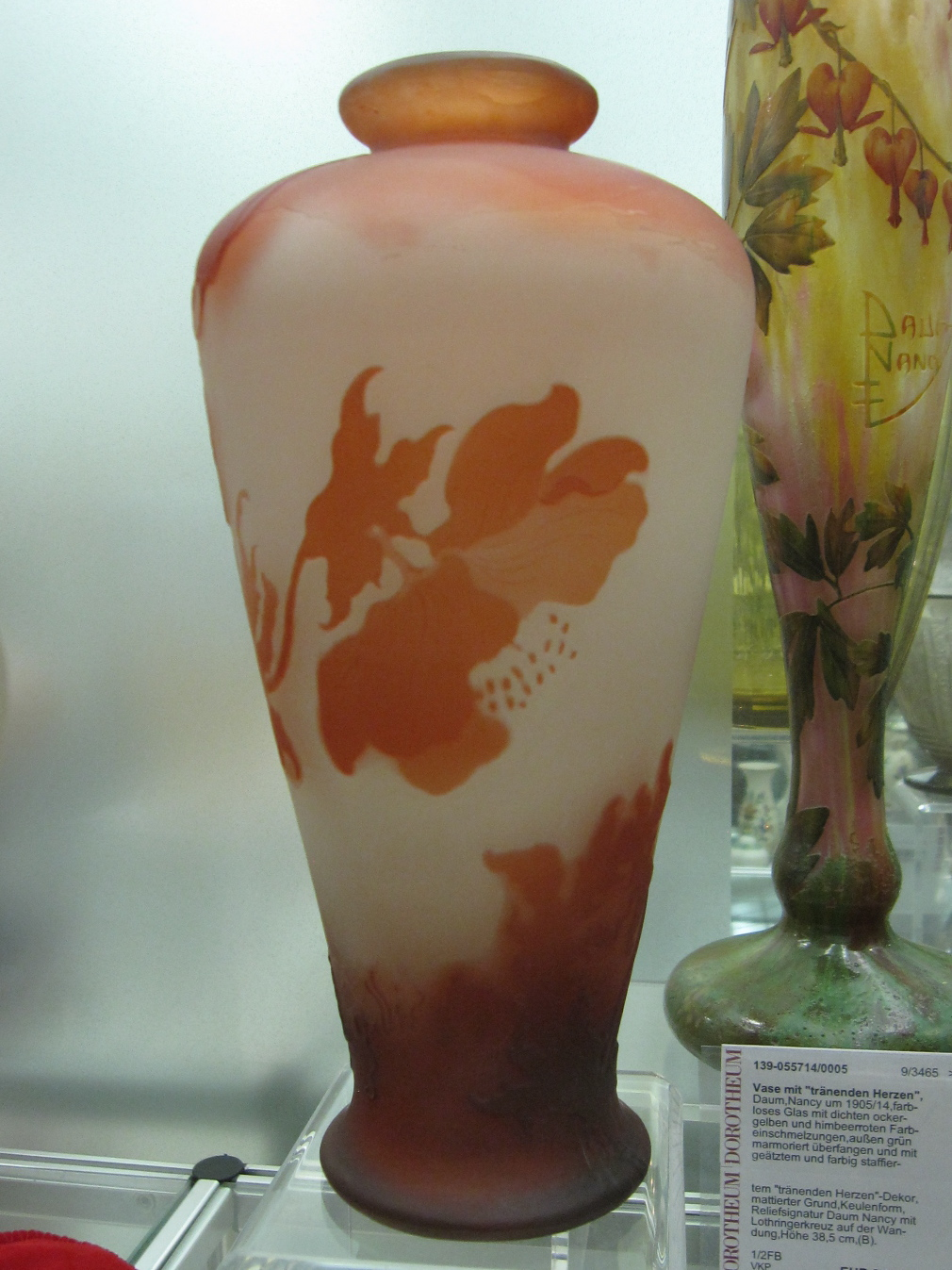
Vase Coquelicots (1900), localisation inconnue.
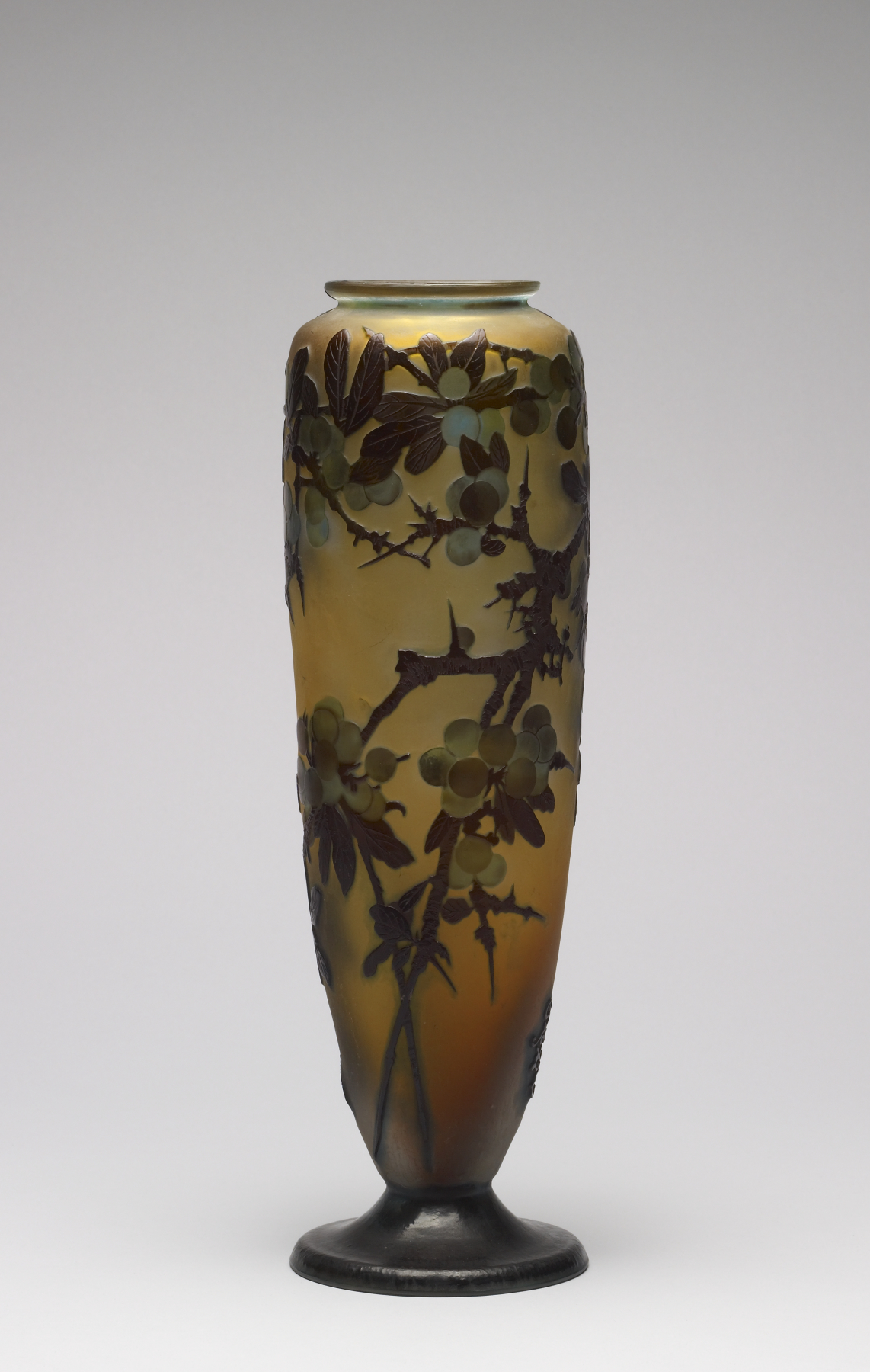
Vase aux branches de cerisier (1900), Baltimore, Walters Art Museum.
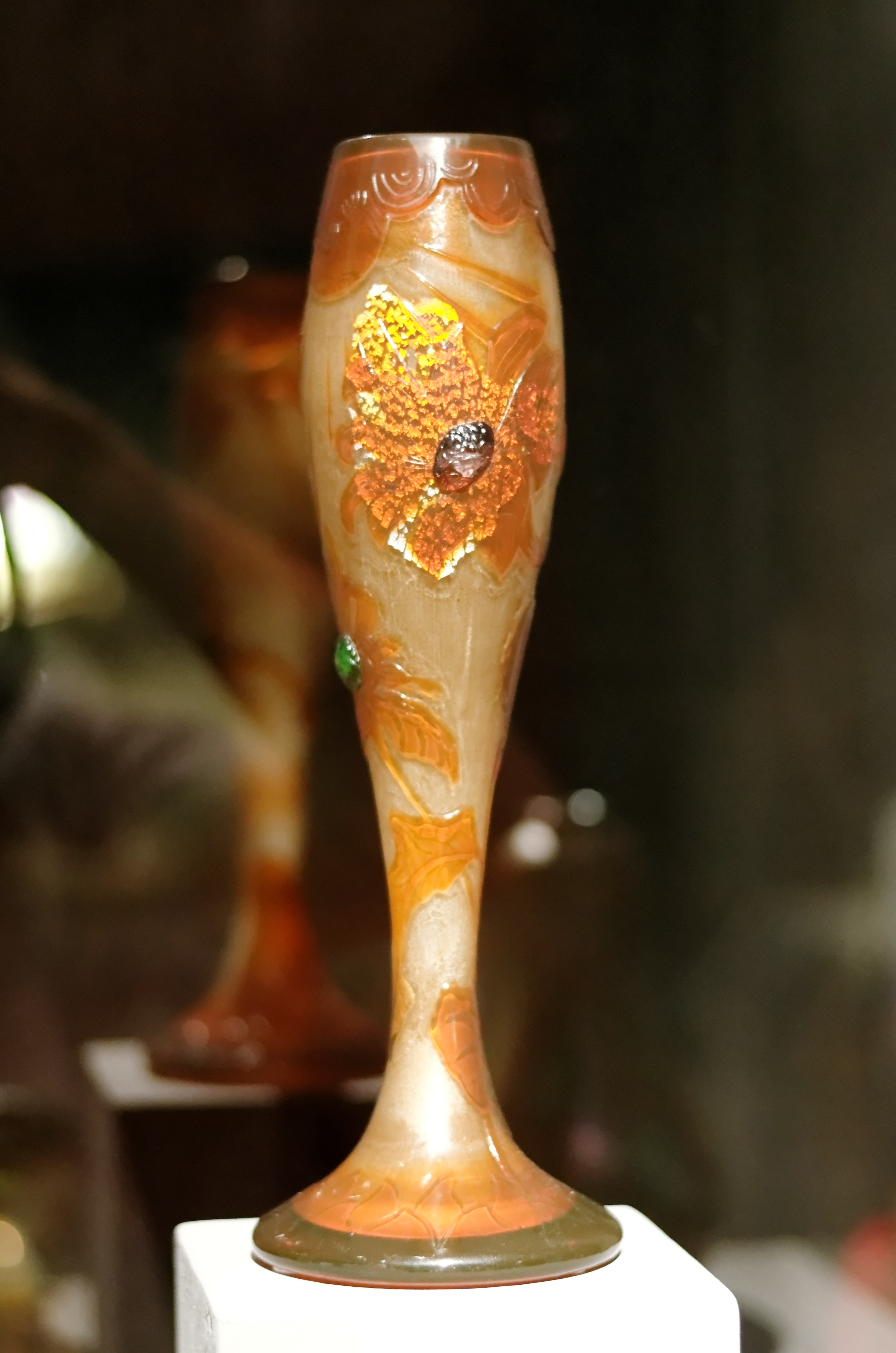
Établissements Gallé, Tournesol (1905), localisation inconnue.
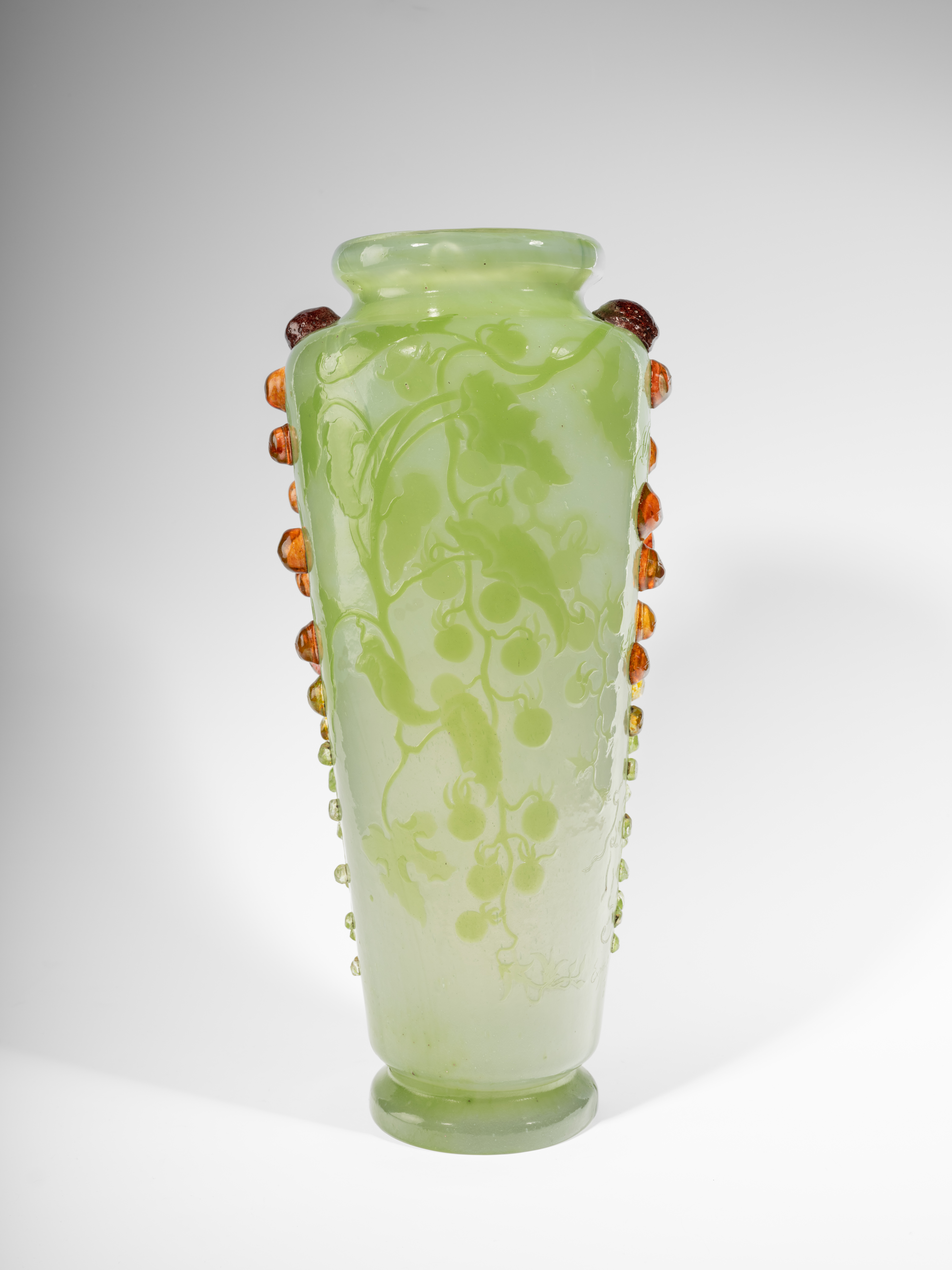
Vase Victor Hugo (1900), figurant des grains de raisins, Musée des Beaux-Arts de Reims

### Thèmes maritimes
Le thème maritime est très présent dès le début de la production d'Émile Gallé, sous l'influence des styles rococo, rocaille et néoclassique, qui consistent une bonne partie du répertoire de la faïencerie de Saint-Clément que dirige Charles Gallé. En particulier, les décors de céramique s'inspirent des coquillages, des fruits de mer, ou des scènes maritimes. Sous l'influence naturaliste, les arrangements des motifs évoluent et de nouveaux apparaissent, liés aux observations dans l'océan Indien, l'Océanie et autour de l'Afrique tels que cérithe, gryphée, Terebra maculata, pégases, ophiures, crinoïdes. Dans sa production, Gallé passe progressivement du stylisé au naturalisme, puis prend un virage résolument symbolique autour de 1890, avec le flacon Sur un thème de Baudelaire et le Vase à décor d'algues et de coquillages, toutes deux de localisation inconnue. Il projette de réaliser, pour l'Exposition universelle de 1900, un ensemble lié à l'univers sous-marin, Eau de mer, mais des difficultés administratives lui font revoir ses ambitions à la baisse et le thème de la mer se retrouve limité à une vitrine nommée Repos de la solitude et à un grand vase rempli de coraux, Amphore du roi Salomon.
Gallé représente toutes les couleurs de la mer : limpide, bleu profond et vert, scintillement de la mer représenté par des paillettes de platine, ocres des sables, pourpre des coraux ; son style est vivant, dynamique, parfois empreint de japonisme lorsqu'il ne respecte pas les proportions pour créer un univers féérique.
La connaissance du monde marin provient de nombreuses sources chez Gallé : revues scientifiques telles que le Traité de conchyliologie ou le Monde marin d'Arthur Mangin, représentations stylisées des publications du Magasin pittoresque, lecture du Kunstformen der Natur d'Ernst Haeckel, visite de l'aquarium du Jardin d'acclimatation de Paris, longeant le bois de Boulogne, lors de ses séjours parisiens pour l'Exposition universelle de 1867, et de celui du zoo de Londres lors de l'Exposition internationale de 1871. Son inspiration tire aussi ses sources de ses excursions en Méditerranée lors de sa garnison à Toulon et de ses séjours à Nice et Monaco. Cherchant toujours à approfondir ses connaissances, Gallé demande à son cousin Charles Keller, qui participe aux fouilles de Carnac sous la direction de Zacharie Le Rouzic, de lui ramener de l'eau de mer et des ophiures, sans succès. Cette curiosité lui donnera un grand respect pour les scientifiques et notamment les océanographes, à qui il rend hommage dans Le Décor symbolique, son discours de réception à l'Académie de Stanislas, le 17 mai 1900, les comparants aux génies des Mille et Une Nuits.
Lors des séances d'enseignement proposée par l'école de Nancy, il souligne l'importance, pour son public d'ouvriers d'art, d'apprendre la physiologie animale, et illustre son propos de planches de radiolaires, et de photographies d'anémones, d'algues, de méduses et de pentacrines.
Des critiques, à la fois contemporaines à Gallé tels que Robert de La Sizeranne ou du début du XXIe siècle comme Philippe Thiébaut, rapprochent le style de Gallé des poèmes de Jules Michelet ou de Bernardin de Saint-Pierre ; pour eux, le ressenti devant des vers tels que « un grand disque de feu se fait qui part du jaune opalin, un moment frappé de vert, puis s'irrite, éclate dans le rouge, l'orange, puis s'assombrit d'azur », est semblable à celui ressenti devant les verreries de Gallé.

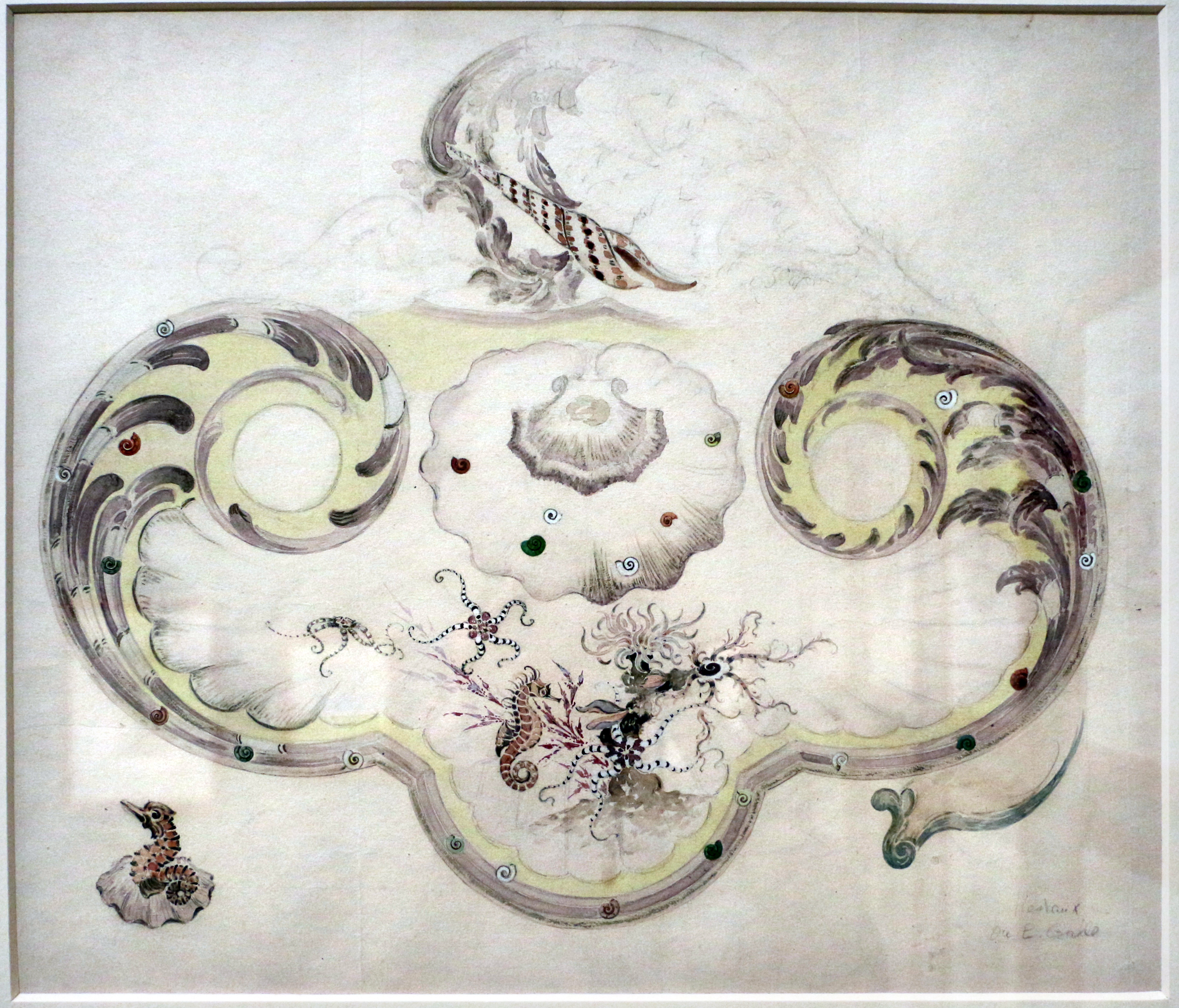
Modèle pour décor marin (1889), Paris, musée d'Orsay.
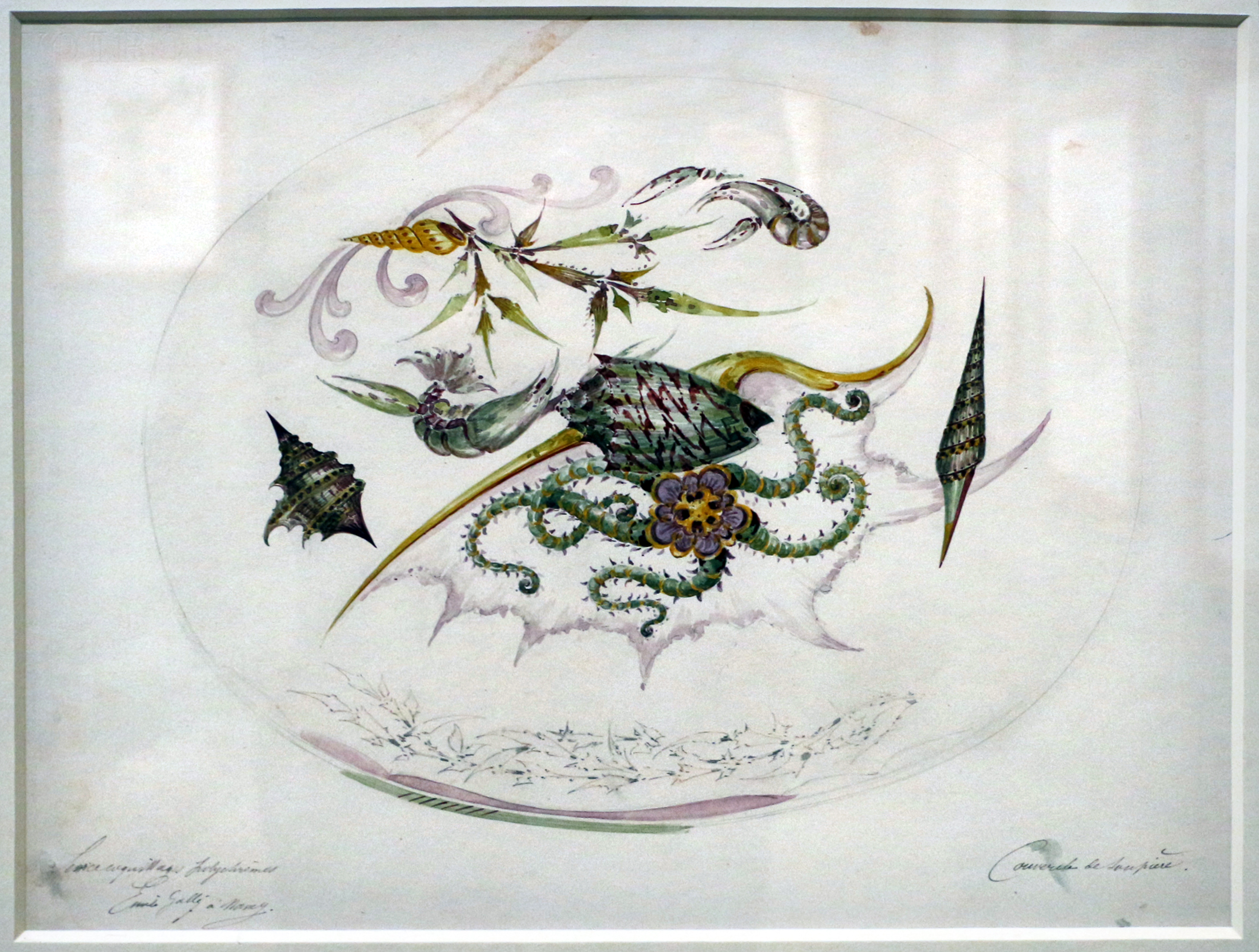
Modèle pour décor marin (1889), Paris, musée d'Orsay.
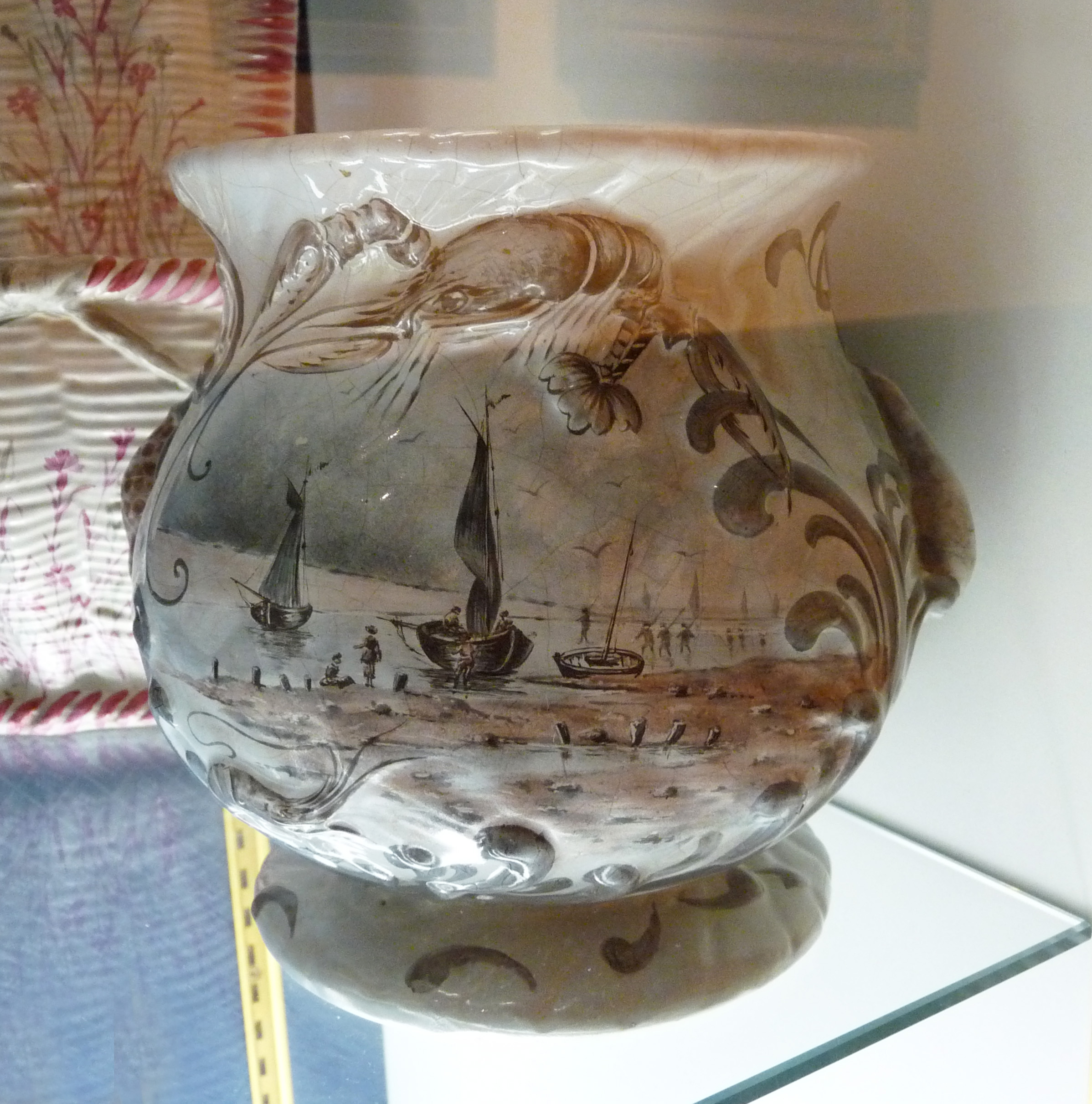
Vase au décor marin, Remiremont, musée Charles-de-Bruyères.
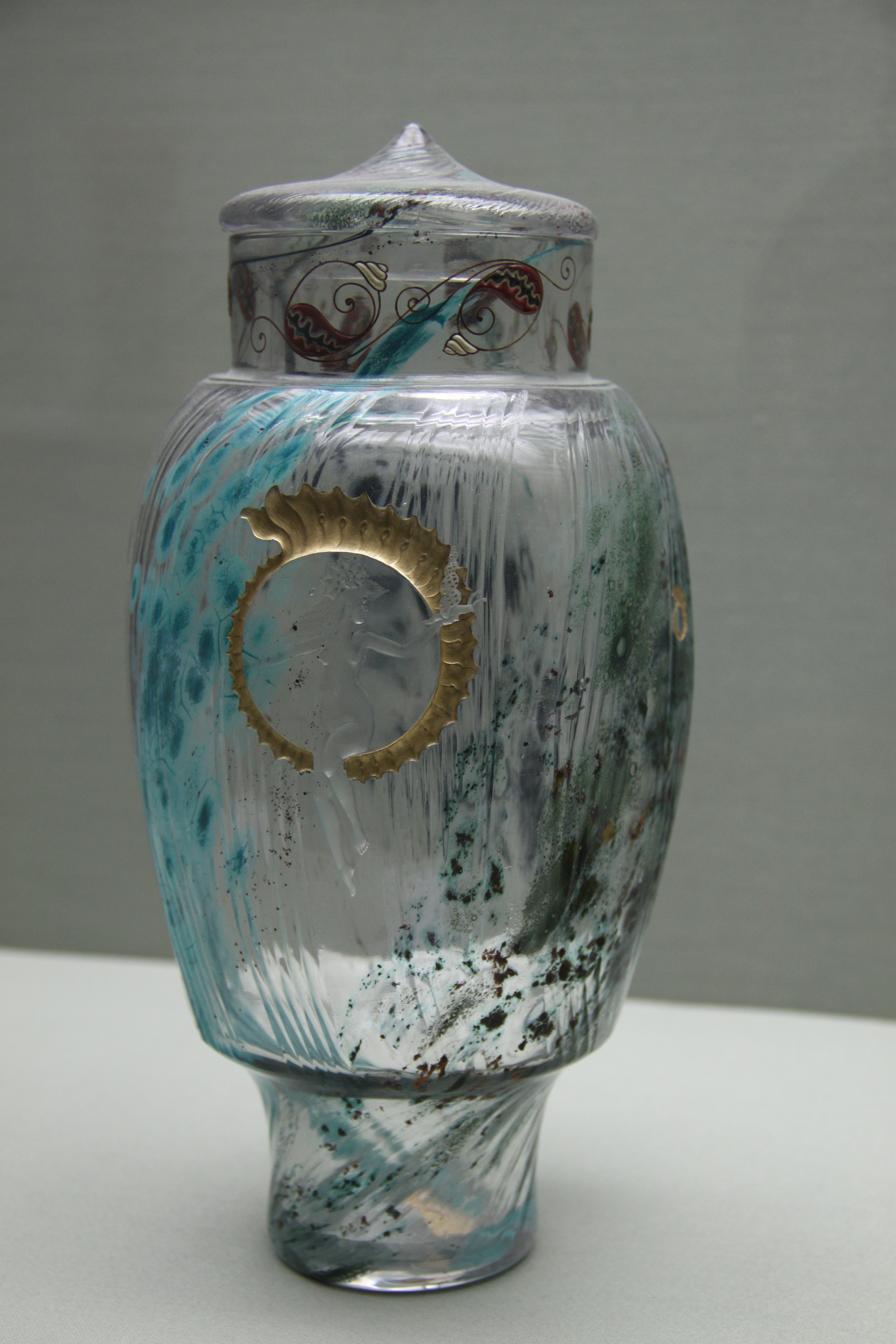
Pot couvert à décor marin, musée de l'école de Nancy.
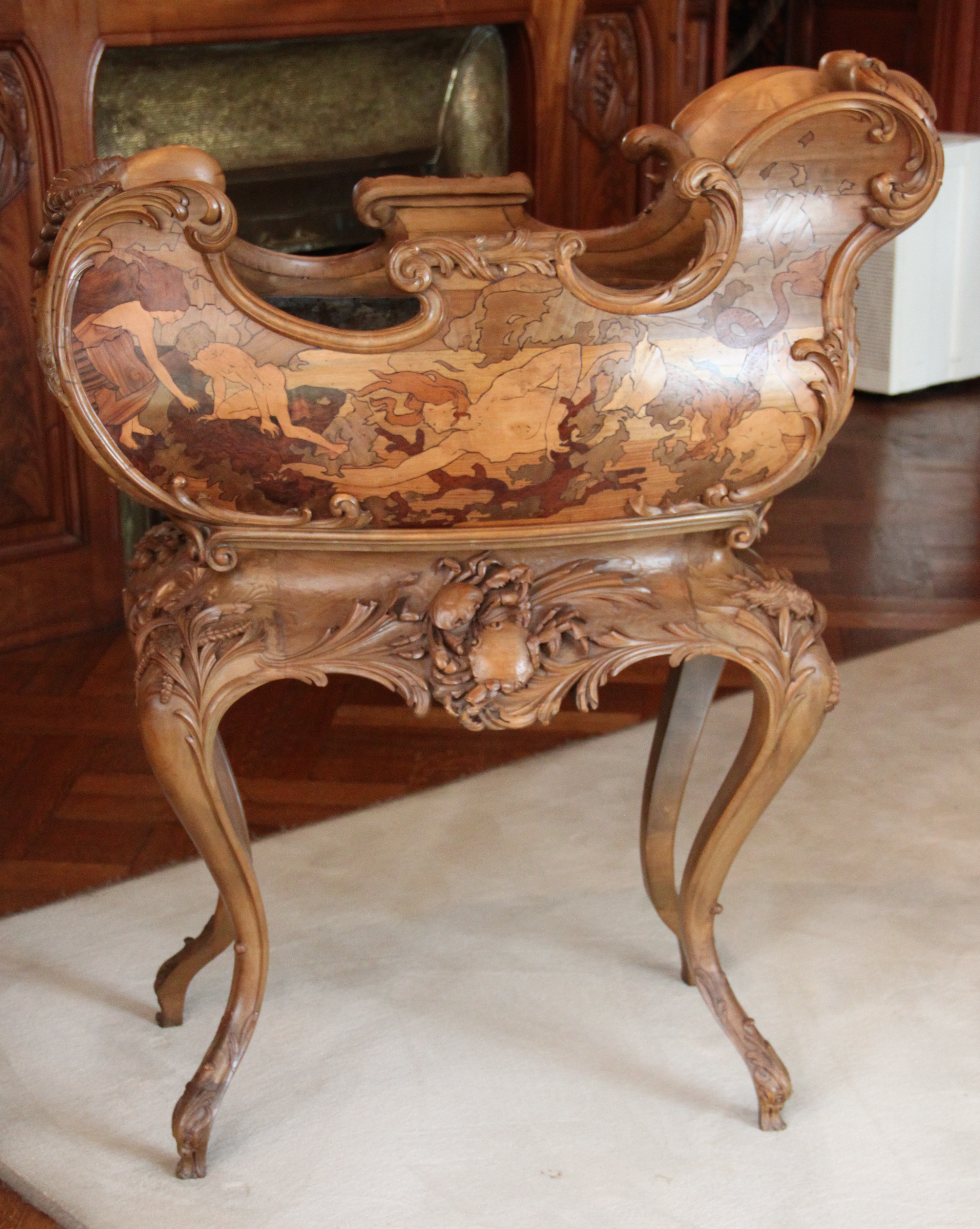
Jardinière Flora Marina (1889), musée de l'école de Nancy.
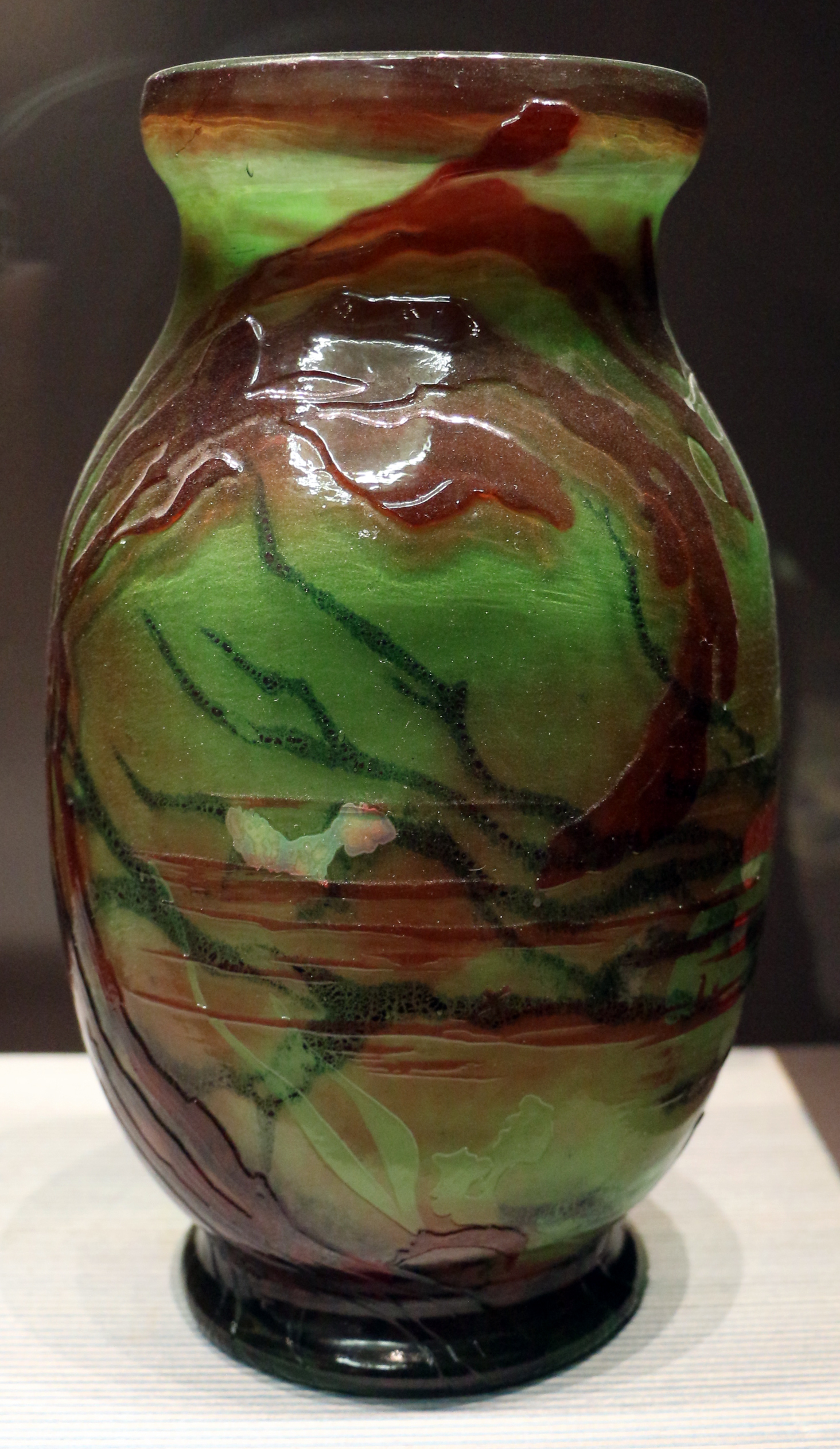
Vase à décor d'algue (1899-1900), Paris, musée d'Orsay.
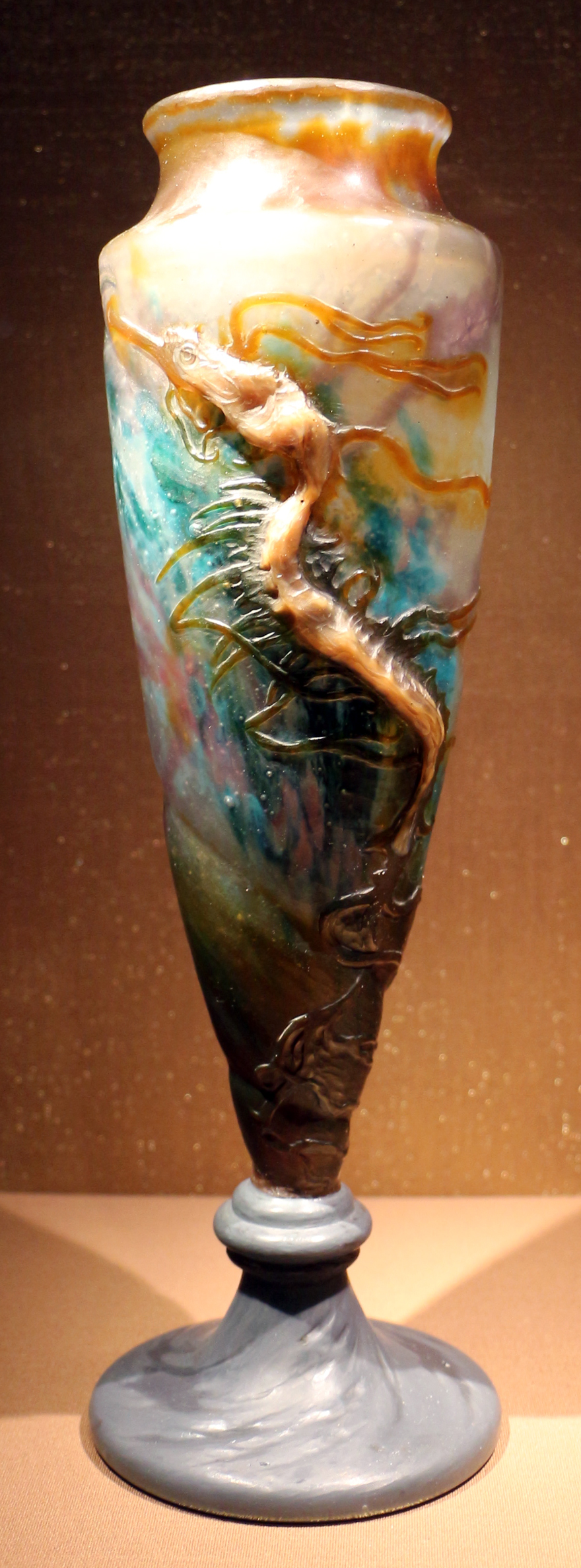
Vase hippocampe (1901), Bruxelles, musée Fin-de-Siècle.
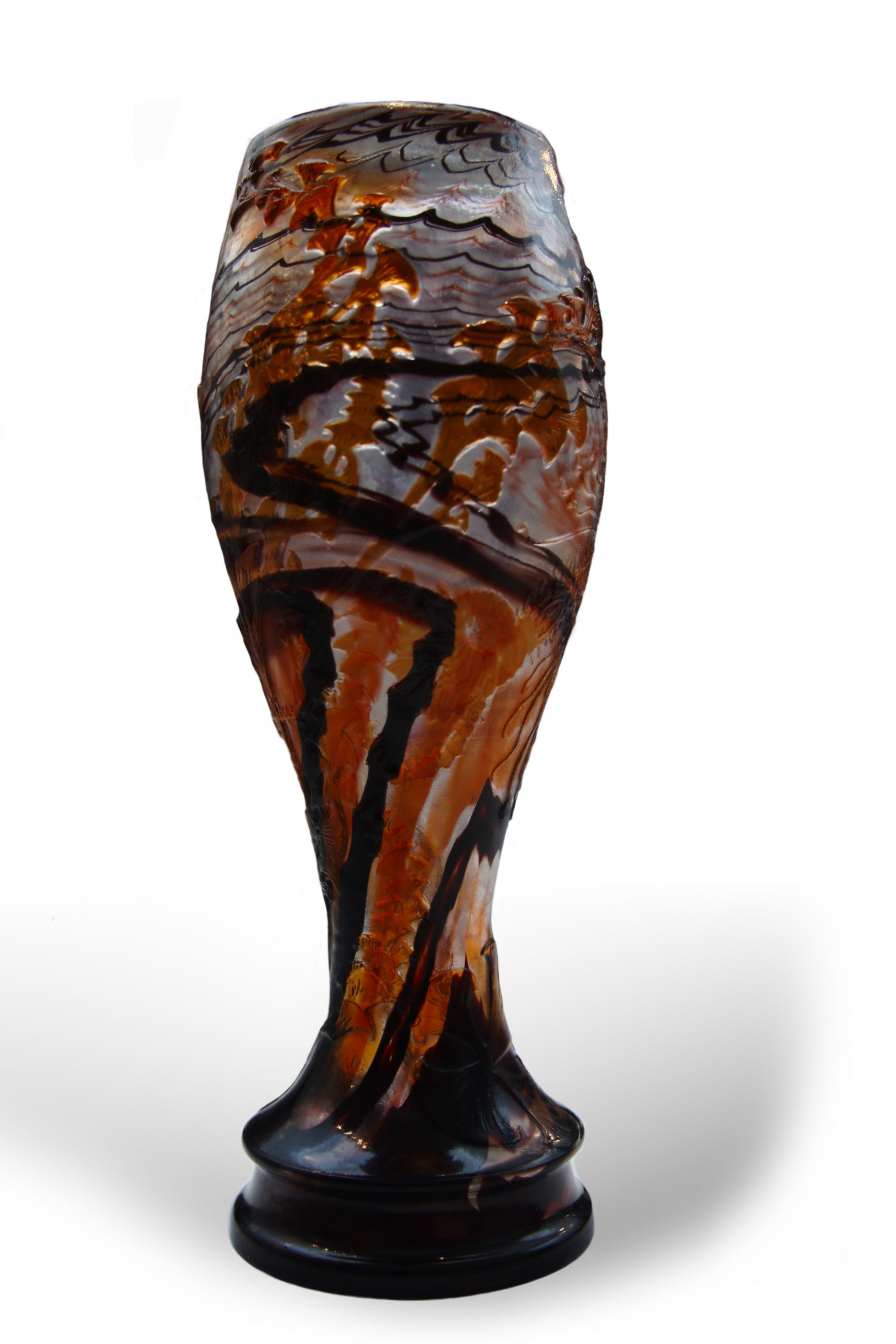
Vase aux algues, musée de l'école de Nancy.
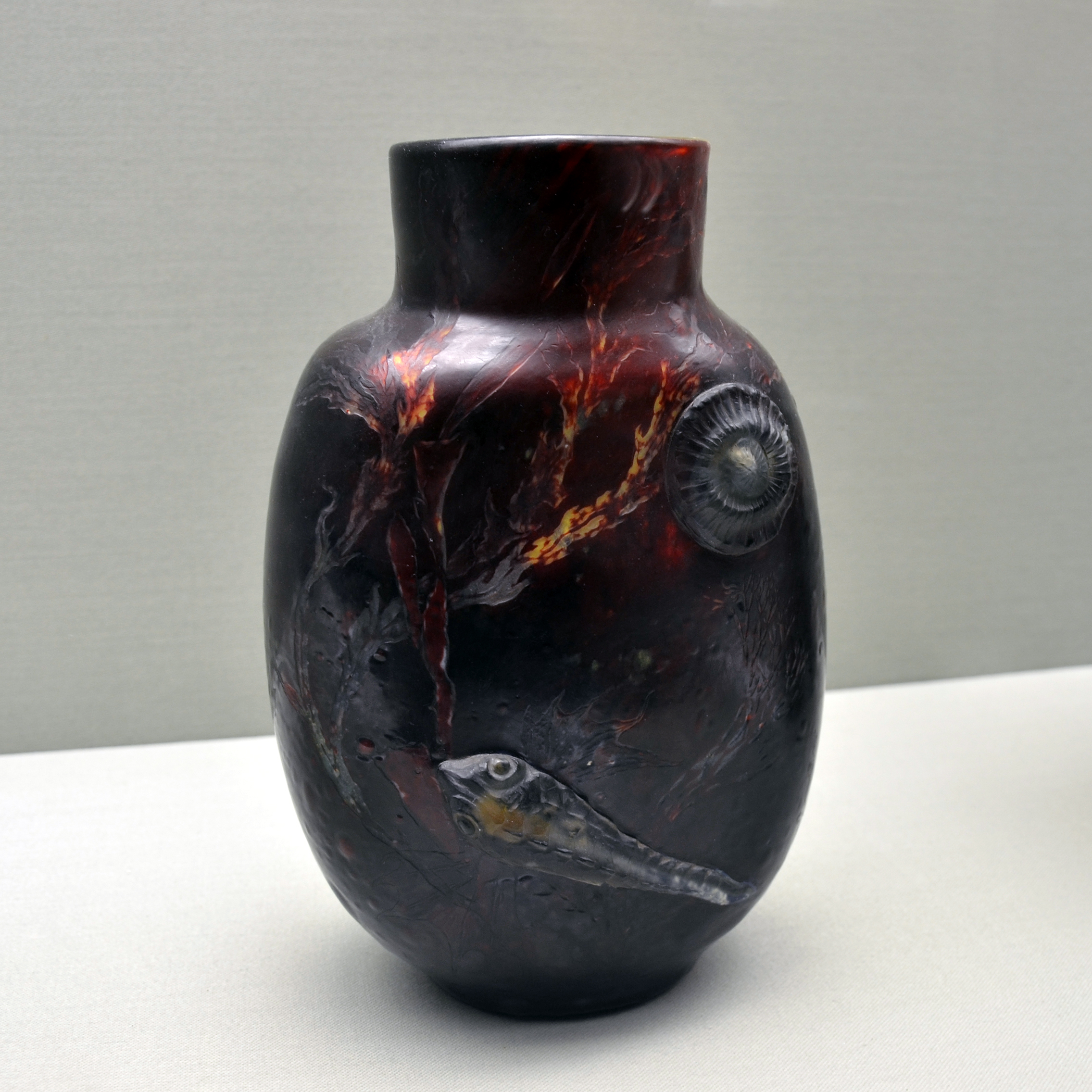
Vase Les Fonds de la mer, musée de l'école de Nancy.
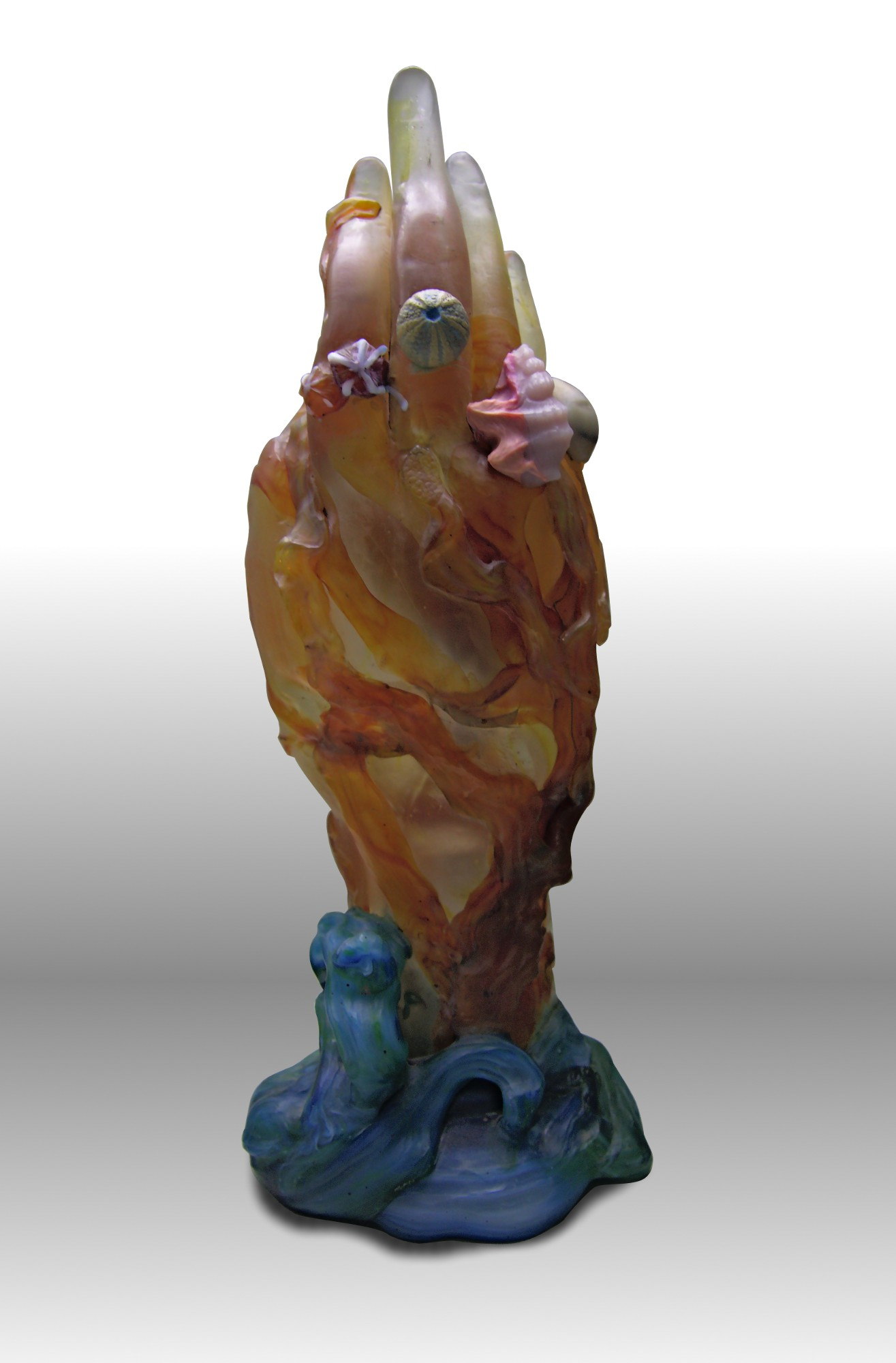
La Main aux algues et aux coquillages (1904), musée de l'école de Nancy.

### Style et influences

#### L'art islamique
Comme de nombreux artistes de l'école de Nancy, Émile Gallé s'inspire de l'art islamique pour leurs techniques de verrerie (émail, décors et formes). Cela est particulièrement marquant pour le vase Espoir, présenté à l'Exposition universelle de 1889, que ce soit dans la forme, le choix des couleurs, l'usage de calligraphie arabe ou la mosaïque de motifs végétaux. L'exotisme de la pièce permet de rêver à des horizons lointains, ici l'espoir du retour de l'Alsace-Moselle en territoire français. Il réalise aussi plusieurs lampes de mosquée, s'inspirant de l'art des Seldjoukides et des Milles et une nuits.

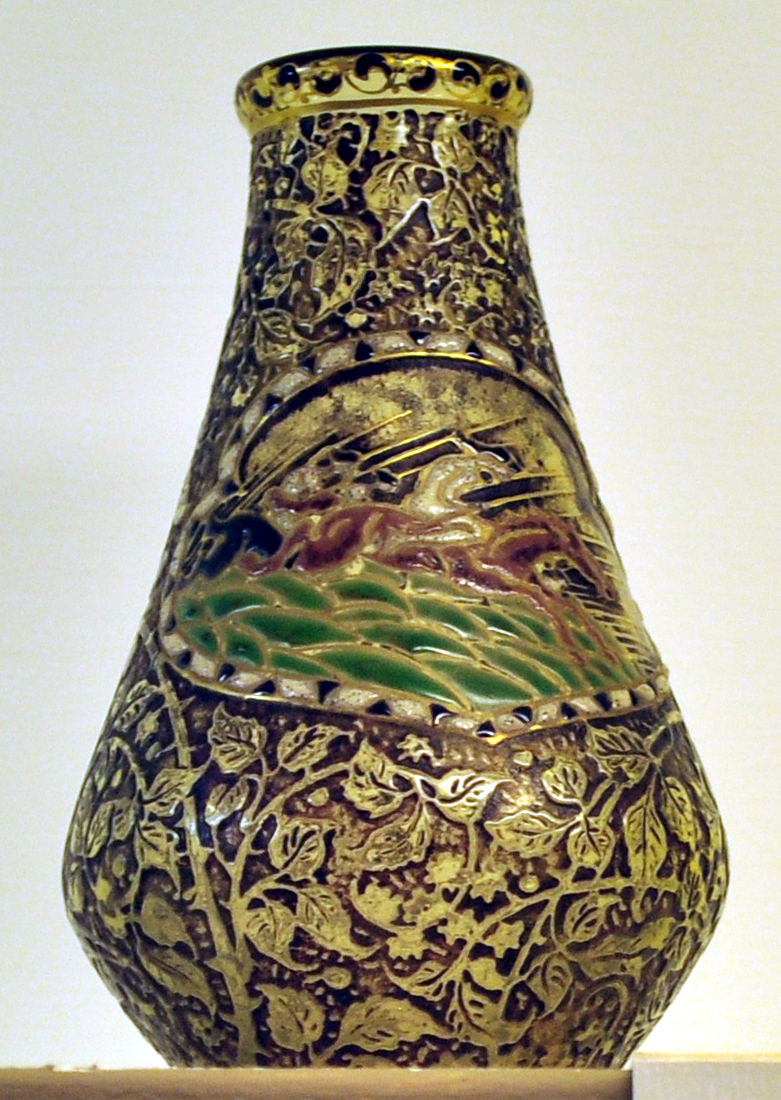
Cavaliers portant des lances, 1880, Washington, Maryhill Museum of Art.
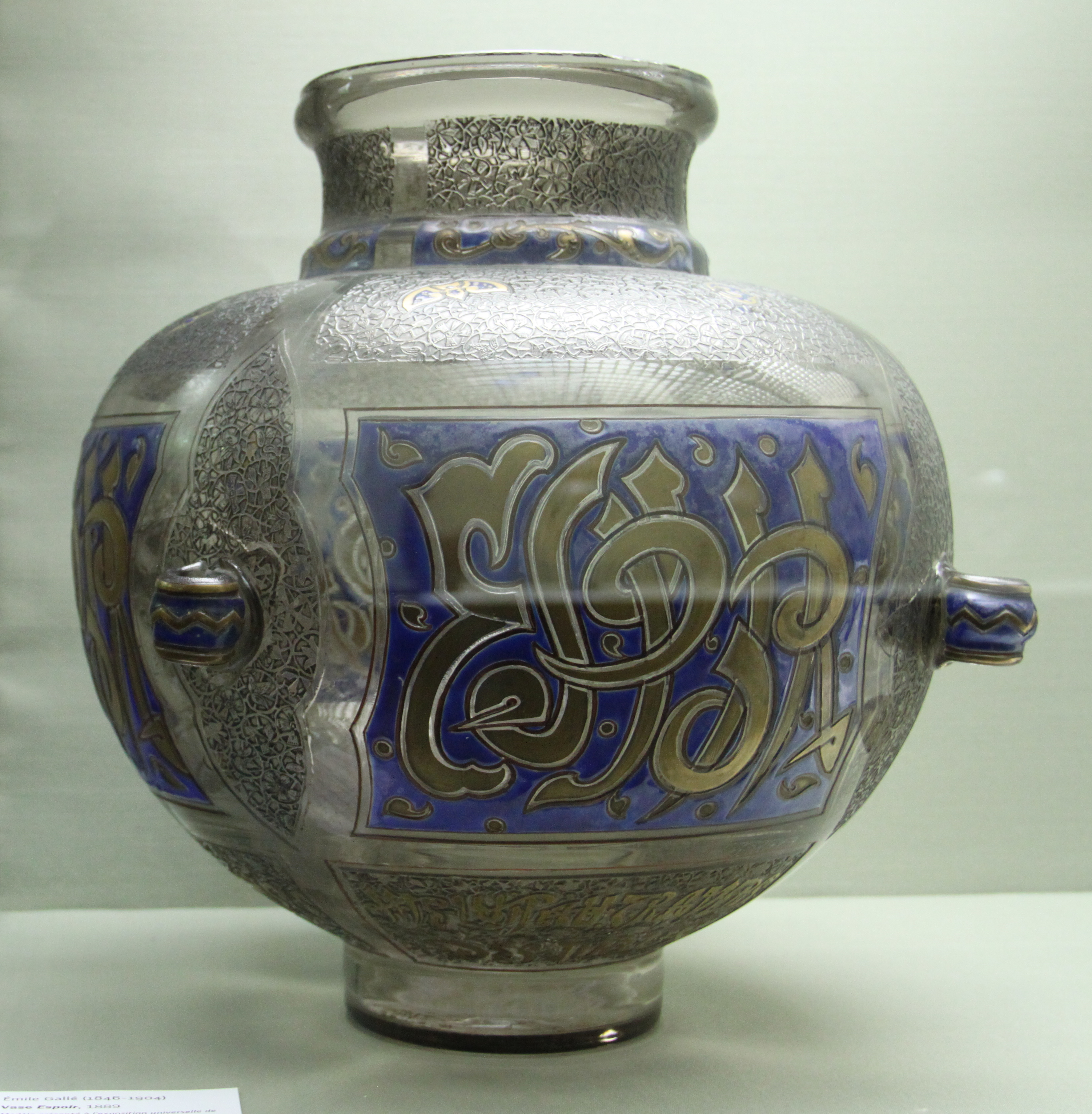
Vase Espoir (1889), musée de l'École de Nancy.

## Postérité

### Production des Établissements Gallé

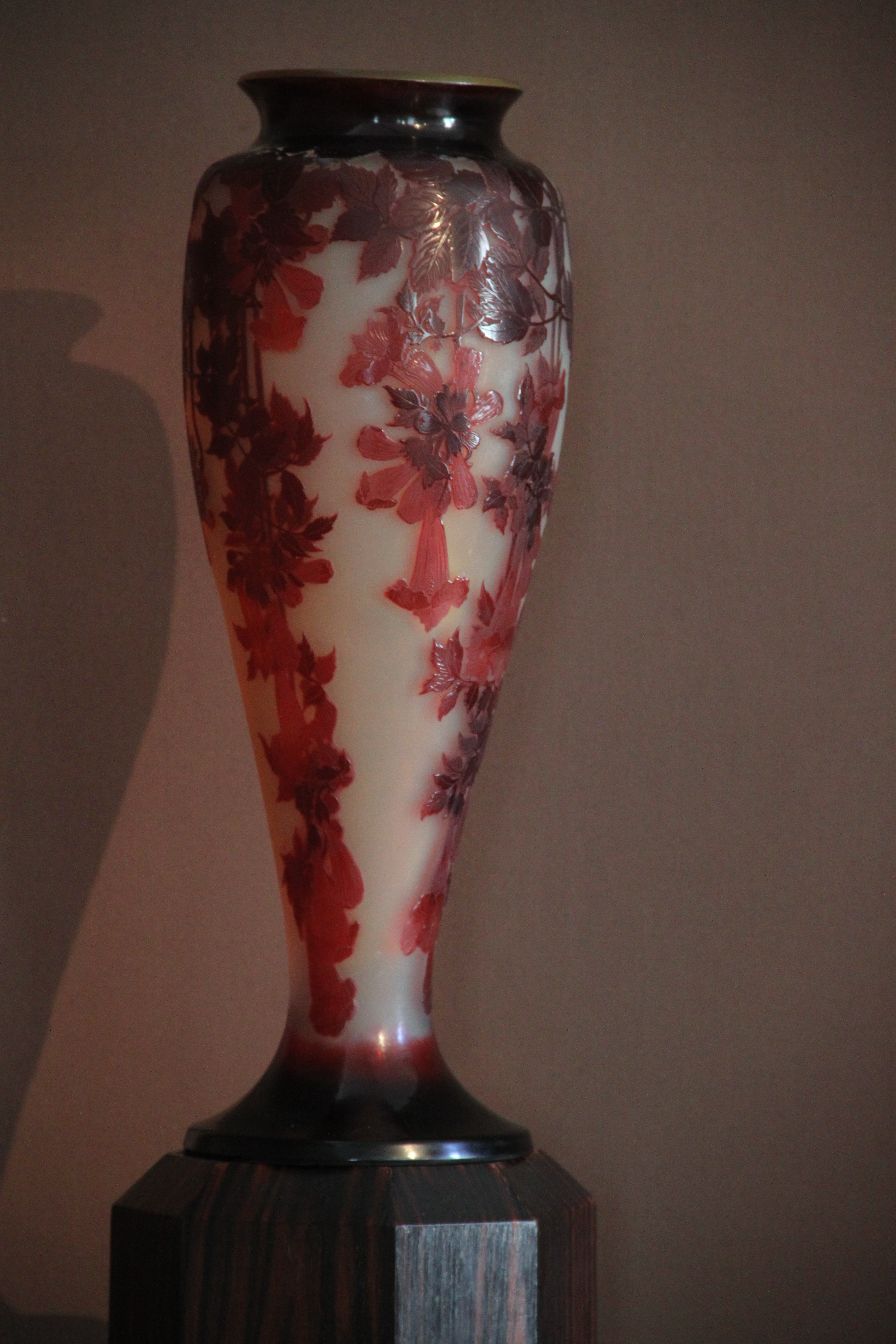
Travail à l'acide sur ce verre multicouche des Établissements Gallé (vers 1925), localisation inconnue.

Après la mort de Gallé, en 1904, sa verrerie poursuivra sa production jusqu'en 1936.
Chaque pièce portait la signature de Gallé, avec des centaines de variantes qui donnent lieu à catalogue, mais elles ne sont pas toutes référencées. L'évaluation de la signature de Gallé permet aux experts de déterminer la date de création. L'analyse du style naturalisme ainsi que des techniques utilisées sont également une étape essentielle dans cette analyse. Il faut différencier le terme « marque de signature » : le terme de « signature » peut être employé pour les œuvres exécutées du vivant d’Emile Gallé, qu’elles soient de série ou non, par contre, seul le terme de « marque » doit être employé pour la production posthume.
Sauf rares exceptions, les verreries sont toutes signées, soit en creux sous la pièce, soit sur le corps même de la pièce en camée ou en creux. Du vivant de Gallé, les signatures étaient particulièrement recherchées et supervisées par l'artiste lui-même. Par la suite, après 1904, les marques « Gallé », sur le corps des pièces des Établissements Gallé, deviendront relativement standardisées mais, là encore, de nombreuses variantes demeureront. Les signatures et marques permettent, en principe, de dater les pièces.
Sur la production de 1904 à 1906, puis très sporadiquement ensuite (mais pas après 1914), la signature est précédée d'une petite étoile, que des antiquaires peu scrupuleux n'hésitent pas à faire meuler pour faire penser que l'œuvre a été produite du vivant de Gallé. Après 1906, pour avoir été considérée morbide par les appréciateurs de cet art, elle a été abolie. De 1904 à 1914, la production est très proche des pièces industrielles qui sortaient de l'usine Gallé avant sa mort. Il s'agit presque exclusivement de pièces en verre multicouche gravées à l'acide, parfois retouchées à la meule pour éliminer les défauts et les motifs sont presque toujours des reprises créées de son vivant.

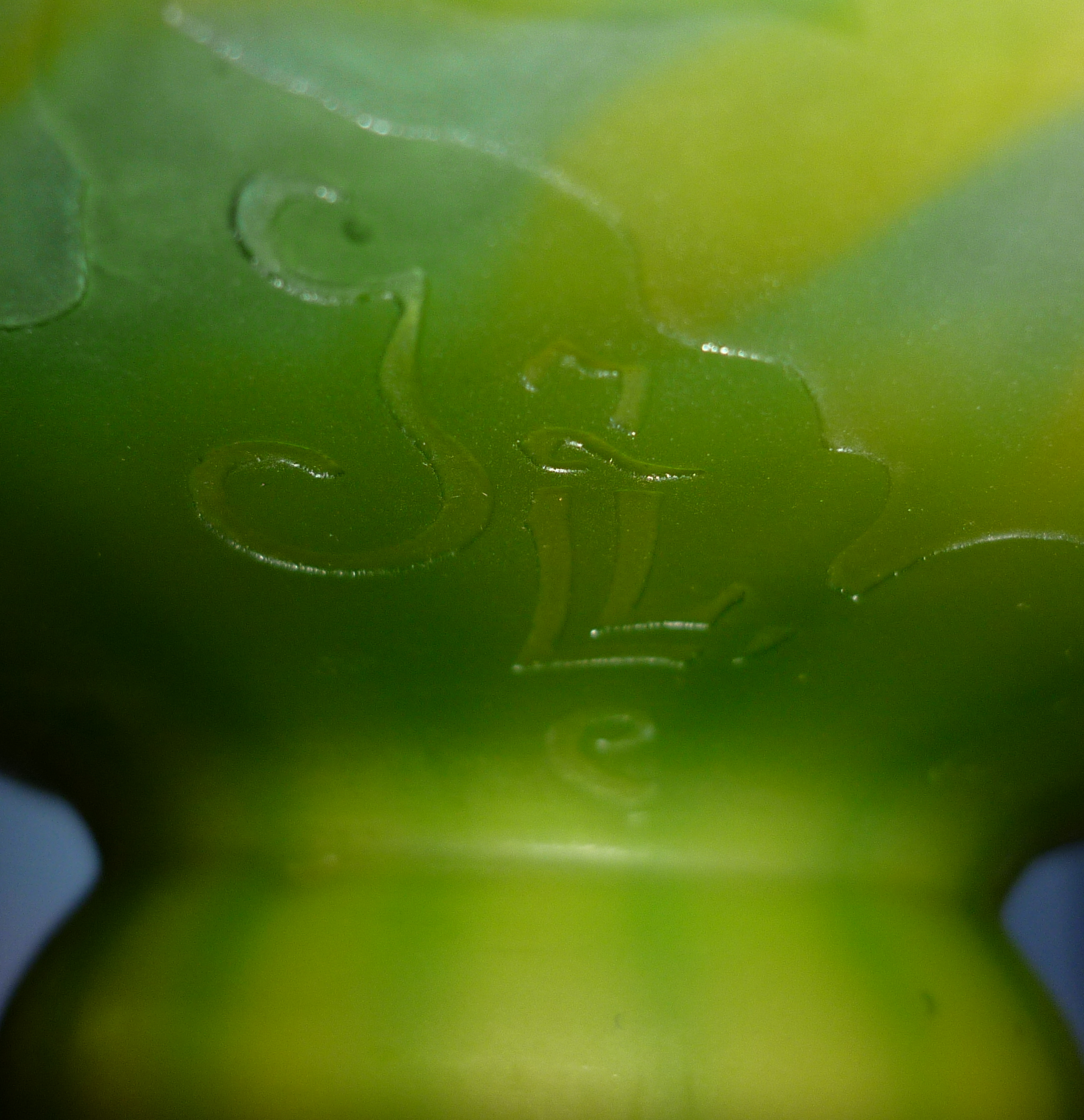
Une des nombreuses signatures Gallé (Établissements Gallé) vers 1900 (période 1894-1904).
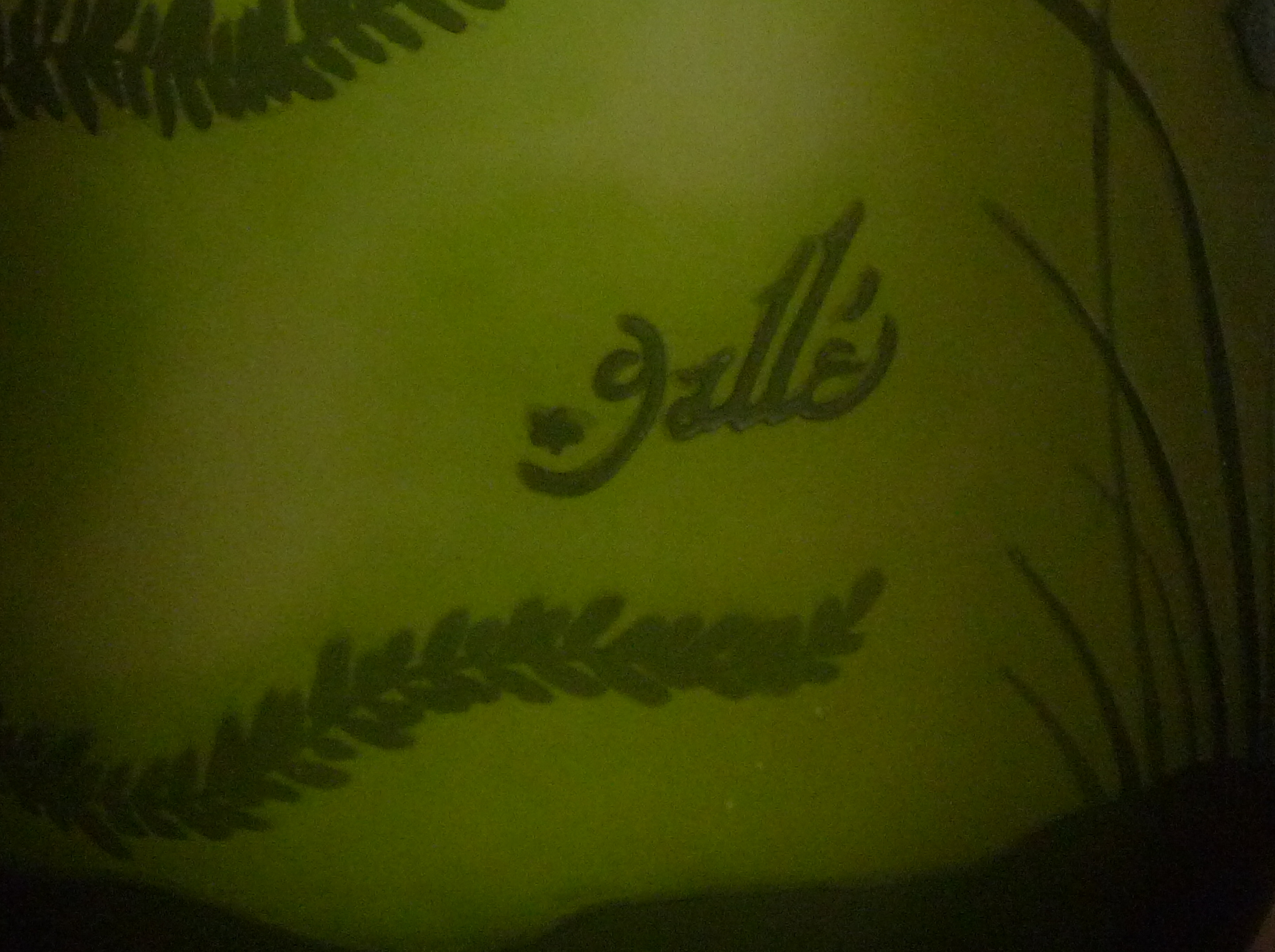
Rare variante non soulignée de la signature à l'étoile (période 1904-1906).

De 1918 à 1936, une production à grande échelle et standardisée se met en place. La plupart des pièces aujourd'hui sur le marché datent de cette époque, elles correspondent à des pièces en verre doublé ou multicouche gravées à l'acide. La production est de bonne qualité technique, du moins pour les grandes pièces, dans la mesure où la maîtrise de l'attaque acide est parfaite, alors que les pièces produites antérieurement, du vivant de Gallé, ou de 1904 à 1914, présentaient parfois des défauts. De nouveaux motifs sont créés, s'éloignant parfois du style Art nouveau avec des décors stylisés, une nouvelle technique dite soufflée-moulée, tel est le cas du Vase aux éléphants produit pour l'Exposition internationale des Arts décoratifs et industriels modernes de 1925. Mais la banalisation de cette production à grande échelle et le manque de renouvellement artistique ont fini par lasser les clients ; la crise économique a mis fin à la production de l'usine Gallé en 1936.
La cote atteinte par les verreries Gallé à la fin des années 1980 a attiré les faussaires. De nombreuses contrefaçons circulent sur le marché, reprenant plus ou moins les véritables signatures, parfois accompagnées de la mention « Tip ». Ces faux, le plus souvent de médiocres copies ou interprétations des lampes et vases à l'acide, peuvent être reconnus à certains détails techniques dont une moindre qualité d'exécution.

### Marché de l'art
Les œuvres d'art d'Émile Gallé sont recherchées par des collectionneurs du monde entier et se vendent parfois à des prix très élevés. Les pièces produites durant le vivant d’Émile Gallé sont plus recherchées ; celles produites après sa mort, de 1904 à 1936, par les Établissements Gallé, sont moins cotées.
- La Flambe d'eau ou L'Iris (39,3 × 14,5 cm) en verre a été vendue le 4 avril 2008 à Paris pour la somme de 182 170 euros, frais d'adjudication compris[44].
- Rhododendron, une lampe de 1925, a été vendue à New York le 14 décembre 2007 pour 205 000 $, soit 140 404 euros, frais d'adjudication compris[44].

### Hommages
Le collège d'Essey-lès-Nancy et le lycée professionnel de Thaon-les-Vosges portent son nom, ainsi qu'un centre chirurgical spécialisé en traumatologie, orthopédie et chirurgie de la main à Nancy. Un jardin porte son nom dans le 11e arrondissement de Paris (rue Neuve-des-Boulets).

### Suiveurs
Plusieurs verriers ont suivi l’esprit Gallé dans leur production verrière, parmi lesquels les frères Daum ou Georges Raspiller.

#### Publications de Gallé
- Lettres pour l'art. Correspondance, 1882-1904, avec Roger Marx, édition établie par Françoise-Thérèse Charpentier et complétée par Georges Barbier-Ludwig et Bernard Ponton, Nuée Bleue, Strasbourg, 2006, 346 p.  (ISBN 2716506906).
- Le Décor symbolique, discours de réception à l'Académie de Stanislas, séance publique du 17 mai 1900, imprimerie Berger-Levrault et Cie, 1900.
- Écrits pour l'art. Floriculture, art décoratif, notices d'exposition, préface de Françoise Thérèse Charpentier, iconographie, Laffitte, Marseille, 1980, 379 p. ; réimpression de la première édition, Librairie Renouard, H. Laurens, Paris, 1908.
- Camille de Coster, Catalogue raisonné des citations littéraires figurant dans l'œuvre d'Emile Gallé (écrits et productions artistiques) - thèse soutenue en janvier 2013

#### Catalogues d'exposition
- Victor Arwas, Paul Greenhalgh, Dominique Morel et Marc Restellini, L'Art Nouveau, la Révolution décorative, Paris, Éd. Pinacothèque de Paris/Skira, 2013, 224 p.
- (en) Howard  Coutts, Émile Gallé and the Origins of Art Nouveau, The Bowes Museum, 2007, 40 p.
- Philippe Thiébaut, Gallé. Le testament artistique, Paris, Musée d'Orsay et Hazan, 2004, 141 p. (ISBN 2-85025-944-6).
- Émile Gallé et Toulouse-Lautrec. Lumières et couleurs de la Belle Époque, Osaka, Suntory Museum, 1996, 161 p.
- Philippe Thiébaut, Les Dessins de Gallé, Paris, Éditions de la Réunion des musées nationaux, 1993, 199 p.  (ISBN 2711826813).
- Gallé, Paris, Éditions de la Réunion des musées nationaux, 1985, 320 p.  (ISBN 2711820211).
- (en) William Warmus, Émile Gallé: Dreams into glass, Corning, N.Y, Corning Museum of Glass, 1984, 191 p.  (ISBN 0872901092).
- (en) Alastair Duncan et Georges de Bartha, Glass by Gallé, Londres, Thames and Hudson, 1984, 223 p.  (ISBN 050023387X).
- (de) Brigitte Klesse, Auf den künstlerischen Spuren Emile Gallés : Gläser und ihre Entwürfe, Cologne, Das Kunstgewerbemuseum, 1982, 96 p.
- (de) Émile Gallé : Keramik, Glas und Möbel des Art Nouveau, Museum Bellerive Zurich, 1980, 132 p.
- (de) Bernd Hakenjos, Gallé Keramik : Sammlung Helga Schaefer, Dusseldorf, 1974, 84 p.

#### Autres ouvrages
- Gallé au Musée de l'Ecole de Nancy, Nancy, Musée de l'Ecole de Nancy, 2014, 227 p. (ISBN 9-461-61201-X).
- François Le Tacon et Pierre Valck, Émile Gallé L'amour de la fleur : Les écrits horticoles du maître de l'Art nouveau, Nancy, Éditions Place Stanislas, 2008, 324 p. (ISBN 978-2-35578-013-4).
- François Le Tacon (dir.), Actes du colloque en hommage à Émile Gallé organisé par l'Académie de Stanislas 28-29 septembre 2004, Nancy, Association d'historiens de l'Est, 2005, 302 p.
- Eva Schmitt, « L'influence d'Émile Gallé sur la verrerie artistique européenne jusqu'à nos jours en dehors de la France », Annales de l'Est, 2005, n° Spécial, p. 269-282.
- Valérie Thomas et Helen Bieri Thomson, Verreries d'Émile Gallé. De l'œuvre unique à la série, Paris, Somogy ; Gingins (Suisse), Fondation Neumann ; Nancy, Musée de l'École de Nancy, 2004, 109 p.  (ISBN 2850567388).
- Philippe Thiébaut, Émile Gallé : le magicien du verre, Paris, Gallimard, 2004, 127 p. (ISBN 2-07-030132-X).
- Bertrand Tillier, Émile Gallé. Le verrier dreyfusard, Paris, Amateur, 2004, 125 p.,  (ISBN 2859174044).
- François Le Tacon, Émile Gallé. Maître de l'art nouveau, Strasbourg, Nuée Bleue, 2004, 300 p.  (ISBN 2716506205).
- Émile Gallé et le verre. La collection du Musée de l'école de Nancy, Paris, Somogy ; Nancy, Musée de l'école de Nancy, 2004, 220 p.  (ISBN 285056737X).
- Annabelle Héry, La Faïencerie de Lunéville : 1786-1923, les Keller et Guérin, Vesoul, publié à compte d'auteur, 1999, 143 p. (ISBN 2-9513756-0-3).
- François Le Tacon et Flavien de Luca, L'Usine d'art Gallé à Nancy, Association des amis du Musée de l'école de Nancy, 2001, 59 p.  (ISBN 2913966055).
- François Le Tacon, L'œuvre de verre d'Emile Gallé, 2000, 242 p. (ISBN 978-2-911043-37-6).
- Christian Debize, Émile Gallé et l'École de Nancy, Metz, Éditions Serpenoise, 1998, 119 p.  (ISBN 2876923459).
- François Le Tacon, Émile Gallé, ou Le mariage de l'art et de la science, Paris, Éditions Messene ; Chennevières-sur-Marne, Jean de Cousance, 1995, 165 p.  (ISBN 2911043049).
- (en) Timothy Newark, Émile Gallé, Secaucus, N.J., Chartwell Books, 1989, 128 p.  (ISBN 1555214509).
- Émile Gallé. Les céramiques au pavois, ABC. Antiquités - Beaux-arts - Curiosités, mars 1982 (réimpr. no  207), 62 p..
- (en) Philippe Garner, Émile Gallé, Londres, Academy Editions, 1976, 167 p.  (ISBN 0856701297).
- Louis de Fourcaud, Émile Gallé, Paris, Librairie de l'Art Ancien et Moderne, 1903, 69 p.